# Charles Rogier
Pour les articles homonymes, voir Rogier.
 (mai 2015).
Charles Rogier, né à Saint-Quentin le 17 août 1800 et mort à Saint-Josse-ten-Noode le 27 mai 1885, est un homme d'État belge de tendance libérale, journaliste, avocat, membre du Congrès national, franc-maçon et l'une des principales figures de la révolution belge de 1830.

## Famille et enfance

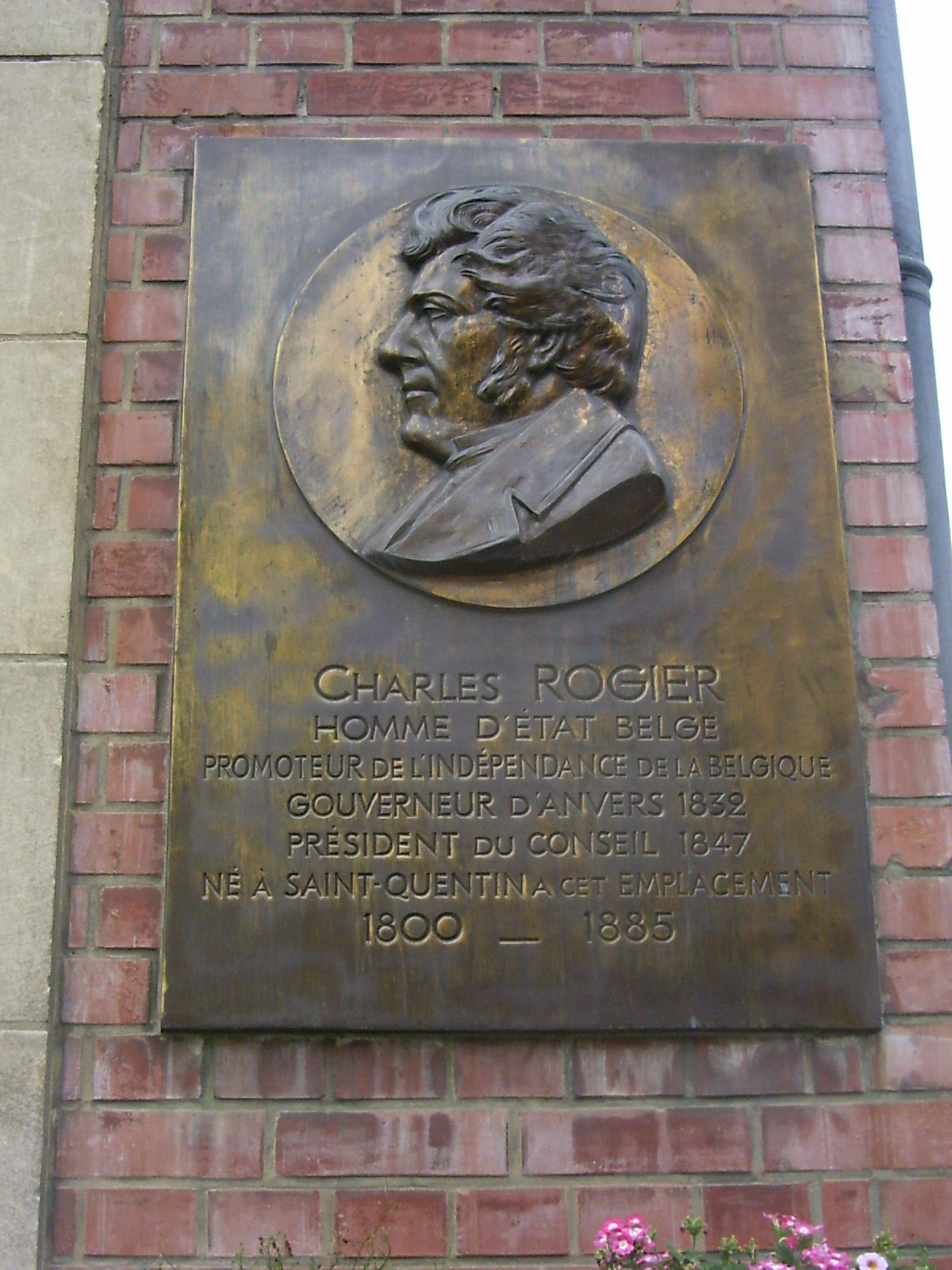
Plaque commémorative à Saint-Quentin.

Charles Rogier naît le 17 août 1800 (29 thermidor an VIII) à Saint-Quentin (France), dans une famille d'origine belge. Son arrière-grand-père, Pierre Rogier né le 9 mars 1692 à Renlies (Hainaut), s’établit marchand de draps à Cambrai au milieu du XVIIIe siècle. Son père (Firmin Noël Albert Rogier), marchand de draps, épouse le 25 août 1788 Henriette Estienne. En 1791, naît le frère aîné de Charles, Firmin Rogier.

### Son père
Rogier père est élu en 1791, à l’âge de vingt-sept ans, aux fonctions d’officier municipal de Cambrai ; il les exerce jusqu'en octobre 1792, lors de la formation des premiers bataillons de volontaires. Élu second lieutenant-colonel du 6e bataillon du Nord, il commande la place de Doullens puis celle de Ham. Il prend part aux opérations de l’armée des Ardennes. « Un crachement de sang considérable » (certificat de l’officier de santé du 6e bataillon du Nord, en date du 16 septembre 1794) lui interdit le métier des armes. Il revient à Cambrai en pleine réaction thermidorienne. Il aurait secondé, avec énergie, le conventionnel Le Bon, le « proconsul d’Arras », de 1792 à 1793, dans sa défense du Cambrésis contre les Autrichiens. Cette accusation a pesé sur sa mémoire plusieurs années, elle sera reprise et exploitée contre son fils Charles par des pamphlétaires orangistes de 1830 à 1839. Les tribunaux en feront justice, en 1861-1862, par une condamnation sévère infligée au Journal de Bruxelles.
Le colonel rentre dans la vie civile, transporte le siège de ses affaires commerciales à Saint-Quentin, où naquit Charles en 1800, ensuite à Avesnes. Vers la fin de 1811, un décret de Napoléon permet aux militaires congédiés pour motif de santé de rentrer sous les drapeaux s’ils ont recouvré leurs forces. Il reprend du service et part pour la Russie en mai 1812, en qualité de directeur ou inspecteur dans l’administration des vivres.
Il meurt dans des circonstances inconnues : toute trace de lui est perdue depuis les derniers jours de novembre 1812.

### Sa mère
Quelques mois avant la chute de Napoléon, sa femme avait suivi à Liège son fils aîné Firmin, qui venait d’être nommé maître élémentaire au lycée impérial de cette ville. Elle aura deux autres fils : Tell, médecin et juge de paix à Trélon (canton d’Avesnes), mort en 1859, et Charles , ainsi que deux filles : Henriette Eugénie, morte en 1875, et Pauline, morte en 1902.
Elle fonda un pensionnat, rue Sœurs-de-Hasque, aidée par sa fille aînée. Les Rogier deviennent belges,,.

## Jeunesse

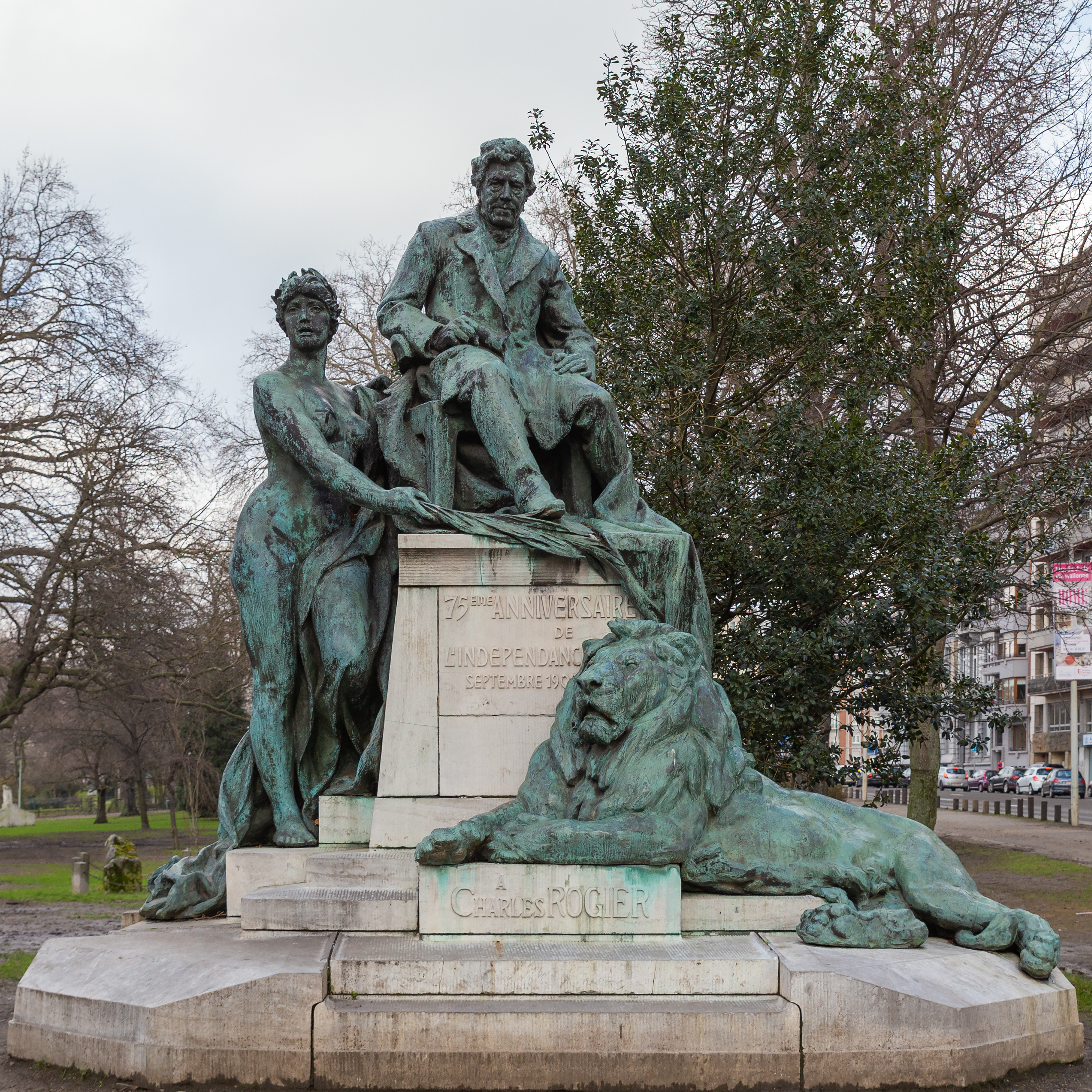
Monument à Charles Rogier, commémorant le de l'indépendance de la Belgique (1905), sculpteur Camille-Marc Sturbelle, dans le parc d'Avroy, Liège.

Charles a fait ses premières études au collège d’Avesnes ; il entre au lycée impérial de Liège au mois d’octobre 1813 dans la classe de grammaire : le grand-maître de l’université venait de lui accorder, par son arrêté du 28 août, une bourse de demi-pensionnaire. Le proviseur du lycée certifie, le 25 août 1814 :

### Ses études
Son frère aîné, Firmin, le guide ; leur affection durera toute leur vie. Firmin ayant été nommé à Falaise, puis à Rouen, M. Charmant, un professeur du lycée de Liège, lui écrit : « Vous étiez bien nécessaire à Charles : ce pauvre petit homme pense à vous toutes les fois qu’il a quelque chagrin. »
Charles termine sa rhétorique à dix-sept ans. Le programme de la distribution des prix du gymnase royal et premier collège inférieur de la ville de Liège en 1817 l'atteste. Dans un cahier de notes et souvenirs, il dit : « J’obtiens quatre premiers prix comme mon frère aîné à Douay en 1809. »
Il voulait commencer le droit. Il demande des ressources à l’enseignement privé, et reçoit des leçons particulières et des répétitions à des fils de famille de son âge, de 1817 à 1821.
Il consacrait ses loisirs à compléter ses lectures ou àfaire des vers. Il lisait des ouvrages historiques, politiques, des livres de philosophie et de pédagogie – soit latins, soit français – s'ils présentaient un côté utilitaire, un côté pratique. L’Émile, par exemple, le retint plusieurs mois. Les cahiers de Rogier montrent qu'il admirait certaines idées de Jean-Jacques Rousseau, mais restait critique vis-à-vis de ce philosophe. Il lit aussi les ouvrages de Montesquieu, Les Causes de la grandeur des Romains et de leur décadence, De l'esprit des lois, l’Essai sur les mœurs de Voltaire, les Considérations sur la Révolution française de Madame de Staël.
Il écrivait de la poésie pour se consoler de son métier de répétiteur. Son petit poème, Les Vœux ou les Prières, obtint une mention honorable au concours de la société libre d’émulation de Liège en 1819 ; il en fut de même de son Élégie sur le dernier chant du poète, un an après. À un poème plus important, La mort de Madame Roland, auquel collabora son ami Néoclès Hennequin, il reçut une médaille (le Mathieu Laensbergh le publia in extenso en février 1825).
Rogier aidait sa mère et sa sœur aînée dans la gestion du pensionnat familial. Il aurait rédigé les discours pour les distributions des prix. Sa famille a conservé les manuscrits. Les études juridiques coûtaient 2 000 francs : Rogier accepta un emploi de précepteur chez le baron de Senzeilles, à quelques lieues de Liège.

## Activités dans la presse (1824-1830)

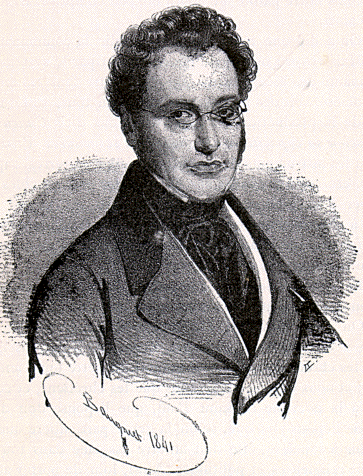
Joseph Lebeau, l'un des fondateurs du Mathieu Laensbergh.

Deux de ces amis, Paul Devaux et Joseph Lebeau, le sollicitent pour la fondation d’un journal libéral. Devaux et Lebeau étaient avocats : le premier avait vingt et un ans, le second trente ans. Rogier s’associe avec eux et son frère Firmin (revenu depuis 1815 à Liège), le 10 mars 1824.
Ils font paraître à Liège, tous les jours, à six heures du soir, les dimanches et fêtes exceptés, le Mathieu Laensbergh, journal politique, littéraire, de l’industrie et du commerce. L’imprimeur éditeur du journal est un cinquième associé, Jean-Paul Latour. Chacun des quatre autres lui verse 300 francs pour les premiers frais. L’avocat Félix van Hulst entrera dans la société quinze jours plus tard. Le 15 mai Latour la quitte et Henri Lignac, écrivain, est chargé de l’administration et de l’impression du Mathieu Laensbergh.
La nécessité d’une « collaboration active », engagement pris par les associés, amène Rogier à renoncer au préceptorat. Il resta dans l’enseignement libre, donna des répétitions tout en étudiant le droit et en collaborant au Mathieu Laensbergh. Il prend une part importante dans ce journal – appelé Le Politique dès 1825, et dont l’influence sur le mouvement de 1830 et les destinées de la Belgique a été considérable. Il se cantonnait généralement dans la politique intérieure, les analyses des productions nouvelles et spécialement, sous la signature du « bourgeois de Saint-Martin », les embellissements de la ville, les améliorations dans la voirie et l’hygiène. Il aimait à secouer l’apathie des Belges en matière électorale. Il leur reprochait de rester indifférents au choix de leurs mandataires.
Rogier traite de l’élection des conseillers communaux et provinciaux aux Pays-Bas, à son examen de docteur en droit, le 29 juillet 1826. Dans les cinq thèses annexées à la dissertation, il défend que la publicité la plus large est à souhaiter dans la poursuite et dans la répression des crimes ; et que la publicité en matière d’administration communale et provinciale est conforme au droit public. Rogier fait un tableau succinct du système électoral de son temps ; il discute les conditions requises pour être électeur et pour être éligible, les causes d’incapacité, les inconvénients de la loi, les modifications qu’on y pouvait apporter. Il préconise, entre autres réformes, l’élection directe qui lui paraît constituer le vrai système représentatif.
Il entre au barreau de Liège. Il souhaite réorganiser le comité de littérature de la société d’émulation, dont il avait été nommé secrétaire adjoint ; donner une impulsion nouvelle aux travaux du comité grec formé à Liège, en 1825, sous la présidence de de Selys ; pousser au transfert du Mathieu Laensbergh à Bruxelles ou à la création dans cette ville d’un journal fondé sur le plan et d’après les principes du Mathieu ; réunir des documents pour un Manuel électoral ; commencer la publication des Mémoires de don Juan Van Haelen ; créer un journal hebdomadaire, La Récompense, destiné à la jeunesse. La plupart de ces projets seront exécutés.
Les Mémoires de Van Haelen datent de 1827. Van Haelen, libéré des inquisiteurs en 1826, était venu remercier les rédacteurs du Mathieu Laensbergh d’un article favorable paru en 1824. Il avait noué des relations avec la famille Rogier. Il offrit à Charles de lui fournir les notes, les documents, les souvenirs nécessaires à la rédaction de ses mémoires. Les événements auxquels Van Haelen avait été mêlé avaient provoqué la curiosité dans les Pays-Bas et en France ; les partisans du libéralisme devaient bien accueillir une publication décrivant les excès du despotisme et de la réaction. Rogier n’eut guère à se louer du succès du livre, d’après les lettres de Renouard, qui publia une édition pour la France, et de Tarlier, qui en publia une pour les Pays-Bas.
Mais le succès alla à la Récompense, qui voulait « contribuer à faire naître ou à développer chez les enfants des connaissances utiles, à leur faire comprendre et aimer des devoirs rigoureux ». Tel était le but des fondateurs de ce journal, Paul Devaux, Charles et Firmin Rogier, Lignac (25 décembre 1827).
Charles Rogier fut le fondé de pouvoirs de la société ; mademoiselle Henriette Eugénie Rogier administrait le journal. Les rédacteurs du Mathieu Laensbergh se délassaient dans la rédaction d’articles destinés à l’instruction et à l’éducation du jeune âge ; c'était des articles courts, écrits simplement, qui devaient encourager les enfants à des études plus longues. Leurs efforts furent bien accueillis, en Hollande autant qu’en Belgique. Ils reçurent des éloges flatteurs, même des sphères officielles.
La politique ne pouvait que faire du tort à la Récompense. Les événements allaient devenir plus graves ;  Charles Rogier se désintéressera du journal pédagogique pour se consacrer au Mathieu et  à la publication de son Manuel électoral.
Le Mathieu Laensbergh fera parler de lui pendant les années 1827 et 1828. Ses articles sur l’organisation judiciaire, sur la liberté de la presse et le timbre des journaux étaient lus, commentés et critiqués par les organes ministériels. Lors de la session législative de 1828, Rogier (Mathieu Laensbergh du 25 octobre) émit un vœu : qu'en réponse au discours du trône, on ne se borne pas à retourner les phrases ministérielles. Il écrit : « Il serait beau, il serait d’un heureux augure que déjà l’esprit national commençât à s’y manifester. »
Le gouvernement tenait à avoir le budget décennal. À la veille de voter plus d’un milliard d’impôts (le total des dix années du budget décennal dépassait 500 millions de florins), la seconde Chambre était tenue à énumérer ses griefs et ses vœux : elle avait le droit d’exiger de sages réformes et de bonnes lois en retour de ses sacrifices. Rogier aurait voulu que la la Seconde Chambre demande au gouvernement l’abolition de la mouture, la diminution des impôts, le retrait des arrêtés de 1819 et de 1822, le rétablissement du jury, le désaveu de la doctrine qui refusait aux États provinciaux jusqu’au droit d’émettre des vœux et qui leur contestait l'indépendance de conscience réclamée par les magistratures locales.
Comme les journaux catholiques se plaignaient, autant que le Mathieu Laensbergh, de la conduite du ministère, comme ils réclamaient les garanties constitutionnelles, la liberté de la presse, le jury, les députés indépendants, les libéraux et les catholiques s'unirent : ce qui devait assurer la victoire aux adversaires du gouvernement. Le Mathieu, devenu, le 1er janvier 1829, Le Politique, soutint cette union résolument.
Les articles du Courrier des Pays-Bas, du Catholique et du Politique, l’irritation provoquée par les procès Claes, Ducpétiaux, De Potter, aboutirent à l’organisation d’un pétitionnement universel pour le redressement des griefs.
Plusieurs de ces griefs sont indiqués par Rogier dans le Mathieu : l’accaparement par les Hollandais de presque tous les emplois dans le gouvernement, la diplomatie, l’armée, les finances ; la non-responsabilité ministérielle ; le monopole de l’enseignement. Ces protestataires comprenaient l'élite de la nation, la noblesse, les membres les plus distingués du barreau, du commerce, de l’industrie.
L’élection pour les États provinciaux, de qui dépendait la nomination des membres de la seconde Chambre des États généraux, était fixée au mois de juillet. Rogier, par son Manuel électoral, qui parut en février et fut traduit en flamand au mois d’avril, contribua au succès de l’opposition à Liège.
Le Courrier de la Meuse proposa de former par souscription une société d’assurance contre les destitutions arbitraires, les vexations fiscales et les actes illégaux des ministres. Rogier engagea les lecteurs du Politique à souscrire. Face à la répression gouvernementale, Rogier et ses collaborateurs du Politique écrivent le le 2 mai 1830 : « Les persécutions, loin de retarder le triomphe de la liberté, en accéléreront la marche ! ».
Une élection devait avoir lieu début juillet pour désigner des délégués des États provinciaux à la Seconde Chambre. La campagne fut menée avec vigueur par Rogier, jusqu'au succès des deux candidats de l’opposition. Le parquet de Liège voulut venger l’échec du gouverneur de la province, de Liedekerke, tout dévoué au ministère. Le procureur du roi considéra comme « délit d’injure ou d’outrage au roi » ces lignes de Rogier : « Cet échec est un dernier avertissement au pouvoir, que désormais toute lutte essayée par lui au sein de nos États provinciaux ne lui réserve que la défaite. ». Un procès fut fixé au 31 août 1830. Des troubles éclatèrent à Bruxelles six jours avant : le procureur du roi fit dire aux rédacteurs du Politique que leur affaire était remise indéfiniment.

## Rôle dans la révolution belge (1830)

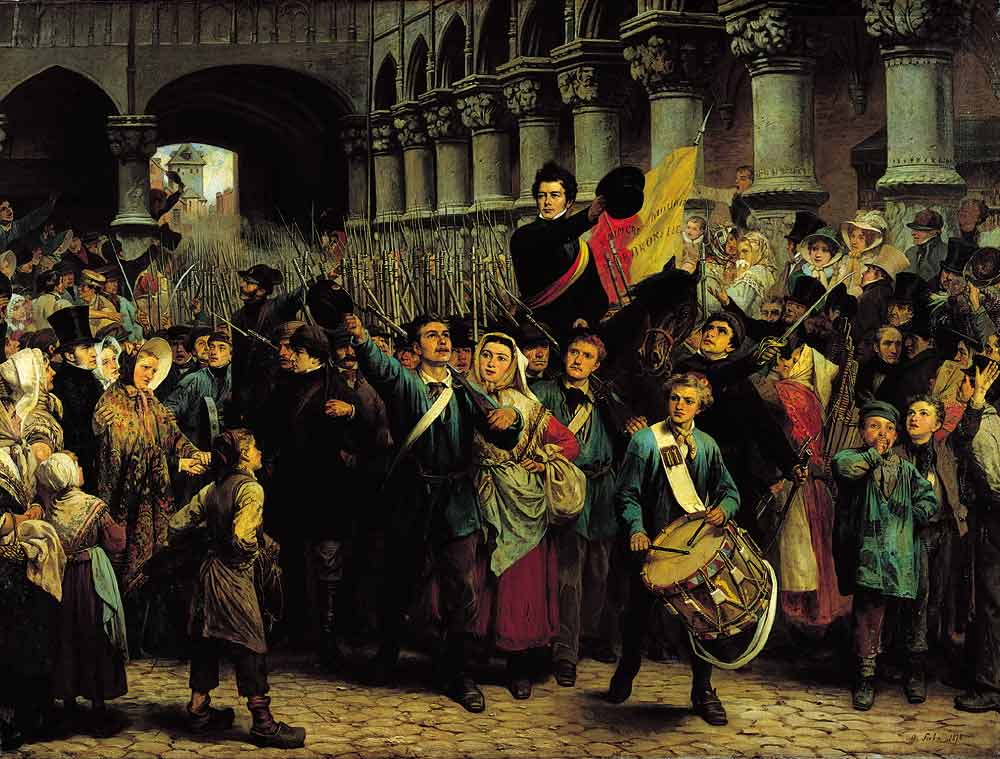
Charles Soubre, Rogier à la tête des volontaires de Liège (1878).

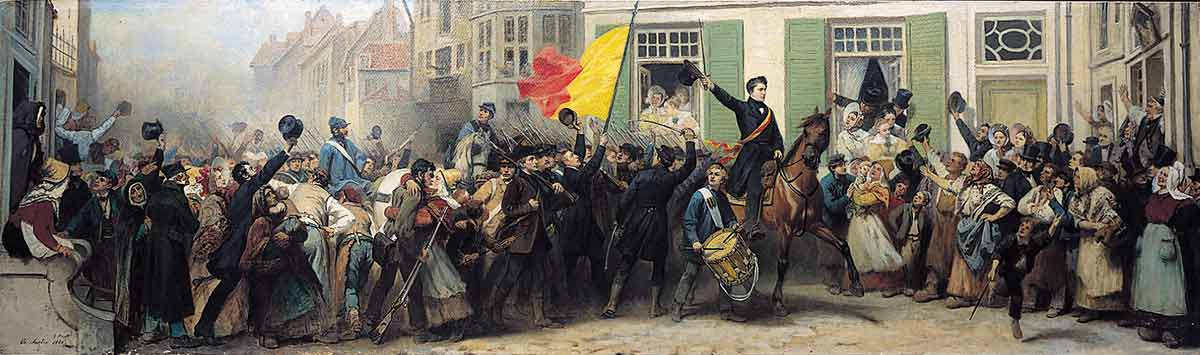
Charles Soubre, Arrivée de Charles Rogier et des volontaires liégeois à Bruxelles (1880).

Rogier ne cache pas les « joies vives » (Politique du 7 août 1830) que lui cause la chute de Charles X. Dans l’hommage aux combattants des Trois Glorieuses (27, 28 et 29 juillet 1830), il  écrit, dans le volume de sa collection du journal, au bas de l’article, en plus gros caractères que d’ordinaire : Ch. R…R. Depuis 1829, il avait pris l’habitude de se rappeler ainsi ses articles.
De graves troubles éclatent à Bruxelles le 25 août. Ils sont connus à Liège dans la soirée du 26. La garde communale prend les armes. « Un grand nombre de jeunes gens, armés de fusils de chasse, se réunissent dans la cour du Palais. Je prends le commandement de ce corps improvisé. » dit Rogier dans ses souvenirs. La commission de sûreté publique, constituée en accord avec le gouverneur et le bourgmestre, envoie des délégués demander au roi le redressement des griefs de la nation. Rogier n’a pas confiance dans cette démarche : le 28, il arbore les couleurs liégeoises, rouge et jaune, à l’hôtel de ville. Le 1er septembre, à 5 heures du matin, on annonce des mouvements de troupes de Maastricht et Bois-le-Duc sur Liège ; « Il prend possession de la caserne de St.-Laurent, près de la citadelle. » (notes et souvenirs).
Paul Devaux et Joseph Lebeau espéraient en la sagesse du roi ; Rogier, comme son frère Firmin, songe à aller à Bruxelles. Le peuple voulait des armes pour se défendre contre les Hollandais, dont on annonçait l’arrivée. Il en prend chez le fabricant Devillers ; Rogier lui délivre un « reçu au nom du peuple » (notes et souvenirs). « Dans la soirée du 2 septembre, je me mets à la tête des ouvriers et les promène dans la ville, après les avoir harangués en leur recommandant de respecter les propriétés et de se défendre avec énergie. ». D’aucuns assuraient que le roi avait promis la séparation administrative de la Belgique et de la Hollande. Devaux y croyait. Rogier non.
Le 4 septembre, un soulèvement éclate à Bruxelles. Il part pour la capitale à la tête d'un bataillon de trois cents Liégeois : « Samedi 4 septembre au soir… Mon allocution dans la cour du Palais… Je leur promets de la liberté, de la gloire, mais pas de richesse… ». À Hannut, Jodoigne, Wavre, Auderghem, il est rejoint par cent trente hommes et deux pièces d’artillerie du capitaine De Bosse ; le sort le désigne pour commander les deux troupes ; le 7 septembre, il entre à Bruxelles ; les insurgés viennent de tenir l'armée hollandaise en échec pendant quatre jours.
Une proclamation du roi anéantit l’espoir d’une séparation administrative des deux pays ; Rogier y répond par cet ordre du jour : « Mes braves camarades, ordre, union, discipline, loyauté, courage : voilà la devise des vrais Liégeois. Elle sera toujours la nôtre. ». En regard de cet ordre du jour, Rogier a reproduit, dans ses notes et souvenirs, cette affiche de la commission de sûreté publique de Bruxelles : « La Commission engage les étrangers à rentrer dans leur domicile. Elle prendra toutes les mesures nécessaires pour le maintien de la dynastie et de la tranquillité publique. » (Signé) Fél. de Merode, Gendebien, Rouppe, F. Meeus, S. Van de Weyer.
Rogier, avec une quarantaine d’hommes dévoués, tels que Van Meenen, Ducpétiaux, Jottrand, fonde la « Réunion centrale ». Le 15 septembre, dans les environs de Vilvorde et de Tervuren, arrivent les vedettes que l’armée de Guillaume, sous les ordres du prince Frédéric, envoie pour mater les Bruxellois. Un premier choc a lieu le 18, entre des patrouilles de volontaires et de gendarmes. Le lendemain, une proclamation de la Commission, désavouant la conduite des volontaires, est lacérée. Le 20, la Commission est dissoute par le peuple qui a enfoncé les portes de l’hôtel de ville. Elle est remplacée par un gouvernement provisoire de trois membres, De Potter, d’Oultremont et Gendebien. Il n’entrera pas en fonctions. Le 21, pas gouvernement à l’hôtel de ville. Le prince Frédéric, avec 13 000 hommes et 52 canons, n’est plus qu’à une lieue de Bruxelles. Rogier, avec les volontaires liégeois et 200 ou 300 Bruxellois, subit toute la journée à Diegem le feu de l’avant-garde hollandaise. Le 22, il y a des escarmouches au nord et au nord-est des Bruxelles, à Evere et en avant des portes de Schaerbeek, de Louvain et de Namur. À l'ouest de la ville, une troupe hollandaise tente de forcer la porte de Flandre, elle se heurte à une réaction populaire. Dans les rues étroites, une pluie d'objets, et même des fourneaux, tombent sur les soldats. Leur consigne est de ne pas tirer sur des civils. La population pense que tout est perdu, la confusion règne, un correspondant du Politique écrit : « Chacun croyait que tout était perdu. Il faudrait que Bruxelles se soulevât pour arrêter la marche du prince Frédéric. Aucun des hommes politiques, aucun des chefs du mouvement révolutionnaire n'y compte. » Félix de Merode écrit, le 15 octobre 1830, au Courrier des Pays-Bas : « La veille du jour où Bruxelles fut attaqué, je n’attendais aucune résistance ; persuadé qu’il n’existait plus de moyen actuel d’agir pour l’indépendance belge, je m’étais décidé à chercher un refuge sur le sol français. ».
Un témoin oculaire, un des volontaires tournaisiens, le futur général Renard, écrit, après la journée du 22 septembre : « Dans la nuit du 22 au 23, il n’y avait pas quarante hommes armés qui veillassent. Nous n’étions peut-être pas trois cents disposés à la résistance et disséminés sur une longue étendue. Il n’y avait ni chefs, ni pouvoir, ni plan arrêté, ni direction. ». Le matin du 23, l’armée hollandaise, vainement harcelée par la fusillade des volontaires, pénétre le long des boulevards dans le Parc.
Rogier et plusieurs de ses amis sont visés particulièrement par une proclamation du prince Frédéric (20 septembre) ; elle réserve ses rigueurs pour « les combattants étrangers à la ville », et accorde le pardon aux combattants bruxellois ; ils envisagent, comme Félix de Merode et Jottrand, de se refugier en France. Dans l’après-midi, Bruxelles achève de se soulever ; le peuple tient tête aux Hollandais à la porte de Flandre et à la porte de Laeken. Rogier était dans la forêt de Soignes, près de Braine-l'Alleud, à trois heures, quand il entendit le canon dans la direction de Bruxelles, . Il réagit : « Si on se bat à Bruxelles, j'y vais. »

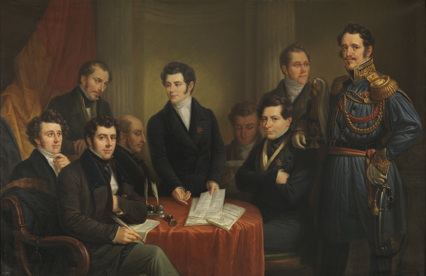
Le Gouvernement provisoire de Belgique.

A sept heures du soir, il rentre à Bruxelles. Ses amis de l’ancienne commission de sûreté, renversée le 20 septembre, parlent d’entamer des négociations avec le prince Frédéric. « Puisque Bruxelles est décidé à lutter, pas de soumission ! » répond Rogier.
Le 24, au matin, sur la proposition de quelques hommes résolus, réunis à l’hôtel de ville, il entre dans une commission administrative. Les Bruxellois en apprennent la constitution une heure après, par cette proclamation de sa main : 

Vanderlinden fut, le 25, nommé trésorier et remplacé comme secrétaire par l’avocat Nicolay.
Les souvenirs de Rogier sont précieux pour l’histoire : 
Le  25 septembre, il rédige l’arrêté décrétant l’inhumation sur la place Saint-Michel, devenu la place des Martyrs, des braves qui avaient succombé ou qui succomberaient dans le combat ; le même jour, il annonce la victoire : « Le sang belge va cesser de couler… l’ennemi est dans le plus grand désordre. »
Dans la matinée du 26, la commission administrative, dans laquelle entrèrent Gendebien, Van de Weyer et Félix de Merode, revenus à Bruxelles le soir du 25, prend le nom de Gouvernement provisoire. Les volontaires belges, sous le commandement de Van Haelen, ont raison des Hollandais. Des volontaires étrangers affluent, des exilés, des militaires français, comme celui qui deviendra le général Chazal ou le général Mellinet. Pendant trois jours, les régiments ennemis, réfugiés dans le Parc environné par les palais (palais du parlement, palais royal, palais du prince d'Orange) sont pilonnés par une petite artillerie, à partir d'une barricade de la place Royale, mais aussi par les tirs des volontaires qui occupent les maisons qui entourent la position. Dès le 25 septembre, ils ont déchaîné une mousqueterie sur les soldats abrités dans le parc et derrière les arbres. Des sorties de volontaires pour prendre le parc seront repoussées par une troupe restée disciplinée. Dans la nuit du 26 aux 27, l'armée hollandaise se retire. Rogier écrit à sa famille, dans la soirée du 27, qu’il n’y a plus un soldat hollandais dans Bruxelles.
Rogier, de Merode, Van de Weyer et De Potter (appelé au Gouvernement provisoire le 27), font partie du comité central chargé d'organiser l’armée pour « combattre au dehors », l’administration civile, l’ordre judiciaire et l’administration des finances. Ils rendent différents décrets, en attendant la réunion du Congrès national fixée au 10 novembre. Ils établissent la liberté de l’enseignement, la liberté d’association, la liberté des cultes, la liberté de la presse, l’abolition de la censure, la publicité des budgets des communes, l’adjonction des capacités au corps électoral censitaire.
Mi-octobre, des désordres éclatent dans le Borinage ; le Gouvernement provisoire charge Rogier de les réprimer. Il le fait : « Quelques bonnes paroles à tous ces braves gens valent mieux que cent mille coups de fusil. », écrit-il à ses collègues le 22 octobre.
Rentré à Bruxelles, il reçoit une autre mission : ramener l’ordre parmi les troupes nationales composées de ralliés belges de l'armée royale. À la suite des combats glorieux de Walem et de Berchem, ces troupes avaient refoulé les Hollandais jusque dans la citadelle d’Anvers. Fortes de leurs succès, débarrassées des officiers restés fidèles au roi de Hollande, elles manifestaient une indiscipline dangereuse. La cause de la révolution n'était pas gagnée à Anvers : une notable partie de la population gardait sa sympathie au gouvernement de Guillaume, ainsi que la plupart des fonctionnaires de l’ordre administratif.
La situation devient terrible, le 27 octobre : le général Chassé, commandant la citadelle, soutient que certains volontaires n’ont pas respecté un armistice : il fait bombarder la ville. Rogier court de grands dangers pendant ces cinq jours dans Anvers ; exerçant une espèce de dictature au nom du Gouvernement provisoire, il fait cesser les hostilités et rallie à la cause belge des adversaires que le bombardement a dressés contre la présence hollandaise.

## Carrière politique

### Au Congrès national (1830-1831)

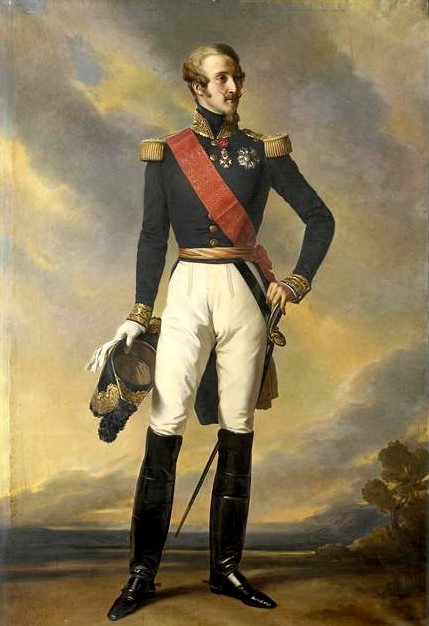
Le duc de Nemours, candidat au trône de Belgique.

Le district de Liège l’élut, sixième sur neuf députés, au Congrès national ; il joua un rôle secondaire . Le 12 novembre, au nom du Gouvernement provisoire, il lut la déclaration suivante : « Le Gouvernement provisoire, ayant reçu notification de la constitution du Congrès national, vient remettre à cet organe légal et régulier du peuple belge le pouvoir provisoire qu’il a exerce, depuis le 24 octobre 1830, dans l’intérêt et avec l’assentiment du pays. »
Il déposa sur le bureau du président la collection des actes et des arrêtés que la nécessité des circonstances l’a déterminé à prendre. Le Bureau de l’assemblée répondit : « Le Congrès national, appréciant les grands services que le Gouvernement provisoire a rendus au peuple belge, nous a chargés de vous en témoigner sa vive reconnaissance et celle de la Nation dont il est l’organe. Il nous a chargés également de vous manifester son désir, sa volonté même, de vous voir conserver le pouvoir exécutif jusqu'à ce qu’il y ait été autrement pourvu par le Congrès ». Tous les membres du Gouvernement provisoire, sauf De Potter, se soumirent à la volonté du Congrès.
Dans la séance du 17, pour déjouer les espérances du parti orangiste (qui se vantait de reconstituer le gouvernement de Guillaume avec l’aide de la Russie et de la Prusse), Rogier insista pour faire proclamer « sans désemparer » l’indépendance de la Belgique : elle fut proclamée le lendemain à l’unanimité.
Sur la forme du gouvernement, Rogier hésita. Début octobre, par nécessité politique plus que par conviction monarchique, il a combattu la proposition de De Potter dans les réunions du Gouvernement provisoire. De Potter voulait faire proclamer la république immédiatement. « Attendons le Congrès », avait dit Rogier. Dans ses notes et souvenirs, on lit : « Au Congrès, je prépare un discours inclinant à la République. ». Il y invoquait surtout les raisons d’économie et les dangers de l’hérédité. Ce discours ne fut pas prononcé. Ses amis royalistes, Lebeau, Devaux, etc., le rallièrent à la monarchie constitutionnelle. Elle fut votée par 174 voix contre 13.
Le 23 novembre, le Congrès vota, par 161 voix contre 28, l’exclusion des membres de la famille d’Orange-Nassau de tout pouvoir en Belgique. Rogier n’y était pas. Son collègue Jolly et lui avaient été chargés d’inspecter les troupes établies dans le sud et l’ouest du pays. Sa conclusion fut une proclamation du Gouvernement provisoire à l’armée, le 3 décembre 1830 : « Rappelez-vous que l’armée belge ne doit être désormais qu’une armée libre et citoyenne toujours prête à repousser la tyrannie de l’étranger et à protéger la liberté et l’indépendance de la patrie. »
L’un des corps inspecté  pendant sa mission était celui de ses volontaires liégeois. Un arrêté du Gouvernement venait d'en faire le noyau d’un bataillon de tirailleurs (il en était le colonel).
Restait le choix du souverain ; le Congrès national devait trancher dans les premiers jours de 1831. Rogier savait ce qui se passait à Paris par son frère Firmin. Guizot affirme, dans ses Mémoires, que Louis-Philippe et ses conseillers étaient résolus à soutenir la Belgique indépendante et neutre et rien de plus : c’était l’opinion d'hommes politiques importants, tels La Fayette. Le cabinet français ne fut pas franc vis-à-vis des délégués du Gouvernement provisoire. Il ne voulait  pas du duc de Leuchtenberg à cause de son origine impériale. Il suggéra aux délégués belges le choix du duc de Nemours.
Rogier se prononça le 2 février en faveur du prince français. Ce choix offrait plus d'avantages, pour le commerce et l’industrie, que Leuchtenberg. Le duc de Nemours, fils d’un roi élu et populaire, élevé dans les principes plébéiens, devait apporter à la Belgique l’alliance, l’amitié et le marché français, et une garantie pour l’indépendance belge. Rogier avait hésité : « Des souvenirs d’enfance me rattachent à la France et j’avais des scrupules à parler ici d’un prince français. Mais j’ai vu de vieux et purs Belges défendre le même prince et alors mes scrupules ont été levés. ». Au second tour de scrutin, le Congrès donna 97 suffrages à Nemours, 74 à Leuchtenberg (4 février). Sept jours après, la constitution fut promulguée. Louis-Philippe, par crainte des puissances, refusa la couronne pour son fils : le Congrès appela donc à la régence le baron Surlet de Chokier, son président.
La tâche du Gouvernement provisoire était accomplie (24 février 1831).

### Au service de la sûreté de l'État (mars 1831)
Rogier parti reprendre le commandement du bataillon liégeois, Surlet de Chokier l’attacha à sa personne comme aide de camp. Il sera son bras droit et son conseiller. Le 3 mars 1831, il est envoyé au quartier général de l’armée de la Meuse. Des traces d’indiscipline apparaissent dans cette armée : six semaines avant, Rogier les avait calmé, avec peine. Cette fois, la rébellion couvait chez le général Mellinet, qui aurait voulu la république. Rogier prit des mesures approuvées par le gouvernement, la discipline fut rétablie.
Pendant la Régence, existait une espèce de ministère de la police, sous le nom d’« administration de la sûreté publique ». Le chef de ce ministère se trouvait face aux menées des orangistes, renforcées par les sympathies du ministre du Royaume-Uni lui-même (Lord Ponsonby). La conférence de Londres se conclut par un protocole, le 20 janvier 1831, qui déplut aux patriotes et éveilla chez les partisans de Guillaume des espoirs de restauration. Le gouvernement français, par ailleurs, refusait d’entrer en conflit avec les puissances et de donner à la Belgique les parties du Limbourg et du Luxembourg attribuées par la Conférence des Pays-Bas. Ceux qui préconisaient la guerre immédiate avec « nos seules forces », l’Association nationale belge, présidée par Tielemans et Gendebien, y voyait le seul moyen de sauver la Belgique. Cette association se laissa entraîner à des désordres. Il y eut des pillages à Bruxelles, à Liège, à Anvers, à Gand (27, 28 et 31 mars, 4 avril).
Rogier accepta les fonctions d’administrateur de la Sûreté, sur les instances du cabinet nommé par le Régent le 24 mars. Son énergie et son action (Lebeau, Souvenirs personnels) rétablirent l’ordre. Il écrit à son frère Firmin le 30 mars : « Oui, mon cher ami, haut policier, chef de la police, Stephany de la Belgique, tout ce qu’on voudra enfin, si ça peut être utile à la Révolution et dur aux méchants qui veulent la perdre… » Il cite un certain nombre de ces « méchants ». Chazal, son alter ego dans cette circonstance, confirme leur trahison ou la soupçonne dans une lettre à Firmin, écrite le même jour et qui figure dans les papiers de Firmin Rogier.
Rogier ajoute : « Du reste, tu sens bien, mon camarade, que ceci ne rentre pas dans l’éducation de ton frère. C’est bon pour huit, quinze ou trente jours, et puis après je remettrai l’administration à quelqu’un de confiance. ». L’ordre rétabli, il se démit de ces fonctions.

### Gouverneur de la province d'Anvers et député de Turnhout (avril 1831-octobre 1832)
Rogier joua un rôle secondaire la première année du règne de Léopold Ier .
Dans la seconde quinzaine d’avril, Rogier comprit que le ministère français ne défendait pas la Belgique à la Conférence de Londres. Au cours d'un bref séjour à Paris, il vit que le gouvernement de Louis-Philippe ne ferait pas la guerre pour les Belges, que les députés hésitaient, et que, dans certaines sphères diplomatiques, on envisageait un partage du pays.
Joseph Lebeau, devenu ministre, nomma Rogier gouverneur de la province d'Anvers le 14 juin. Il y tissa un réseau de relations. Il fut ensuite régulièrement élu député d'Anvers .
À la ratification du traité des XVIII articles par le Congrès (du 1er au 15 juillet), le pays entra en effervescence. À Gand, Louvain, Liège, Grammont, des tentatives de révolte s'élevèrent contre le gouvernement. « Mort aux ministres ! » criait-on dans les rues de Bruxelles. Rogier, gouverneur de la province d’Anvers, dût contenir la réaction ; d’autre part, les volontaires et leurs officiers étaient plus disposés à courir à l’ennemi qu’à faire de la politique ! Rogier fut l'un des 126 membres du Congrès (contre 70) qui votèrent le traité des XVIII articles. Il fit un discours un faveur du vote, le 7 juillet : « Faites taire comme moi vos répugnances pour sauver le patrie ! N’aventurez pas le sort de la révolution en des entreprises téméraires, sans issue, sans résultat ! »
La veille de la séparation définitive du Congrès, le 19 juillet, il proposa de célébrer le souvenir des journées de septembre par des fêtes annuelles : « Il faut que toute la nation célèbre chaque année l’époque de sa régénération, afin qu’elle n’oublie jamais de quel prix elle a été payée ! ». Sa proposition fut accueillie avec enthousiasme.
Les premières élections législatives suivirent la campagne des Dix-Jours. Rogier fut élu représentant par l’arrondissement de Turnhout. Il avait hésité entre Liège et à Anvers. Les Anversois et les Liégeois élurent d'autres candidats. Le comte de Merode présenta lui-même son collègue du gouvernement provisoire au corps électoral. Rogier faillit échouer en face de l’opposition du « jeune clergé » de la Campine (Lettre de Ooms, procureur du roi à Turnhout). Les questions relatives à la garde civique, à l’armée, à la marine marchande et au commerce l’accaparèrent pendant la session 1831-1832. Le 15 novembre, il refusa son approbation au traité des XXIV articles, aggravation de celui des XVIII articles. Pendant plus d’un an, il tentait de développer le commerce anversois, et de rallier au régime nouveau la grande bourgeoisie et l’aristocratie.

### Ministre de l'Intérieur (octobre 1832-août 1834)

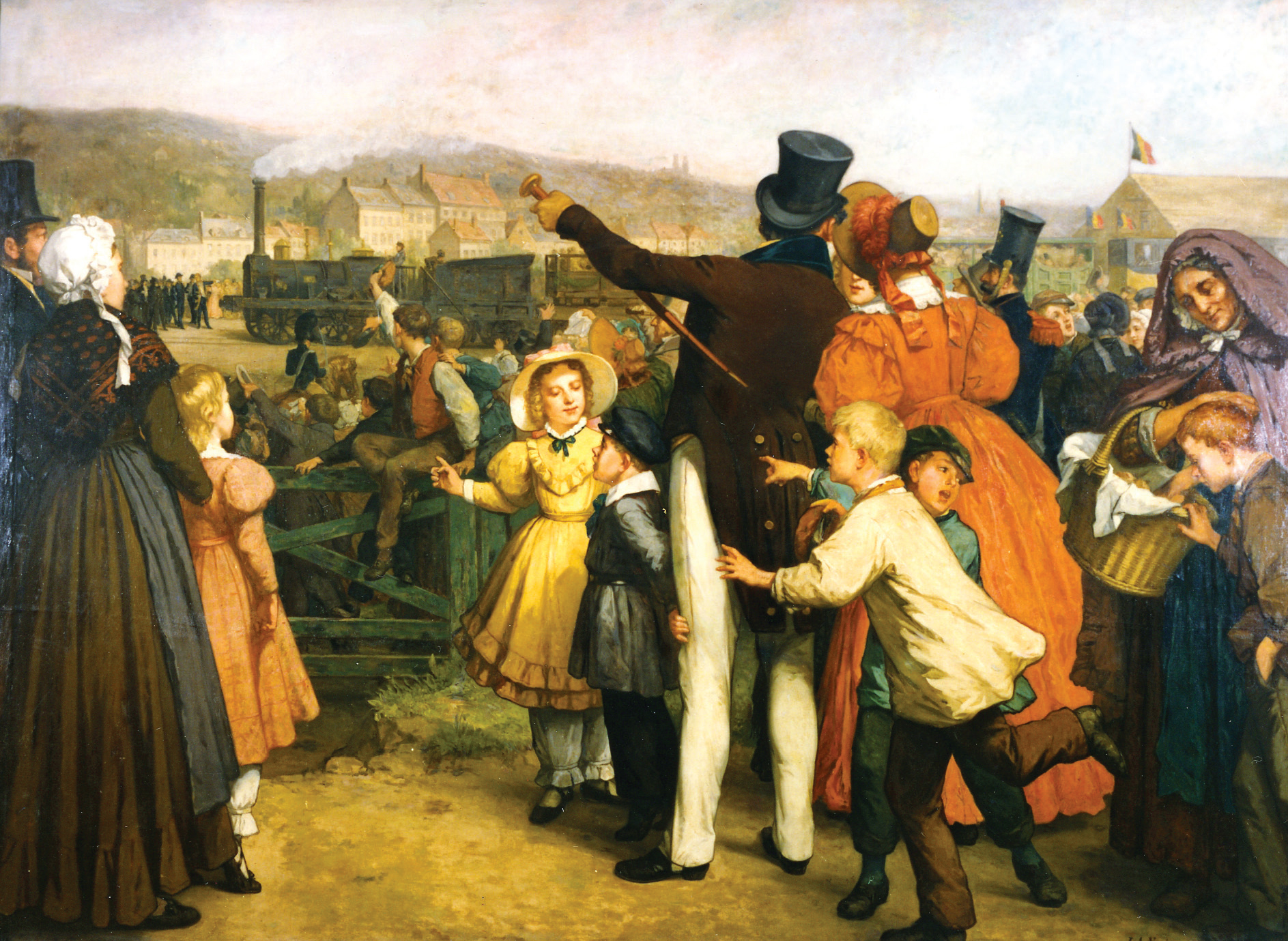
Inauguration du premier chemin de fer en Belgique (tableau réalisé en 1885).

Le 20 octobre 1832, le roi, sur la proposition de Goblet et Lebeau, le chargea du portefeuille de l’Intérieur.
Le gouvernement néerlandais n’avait pas encore évacué tout le territoire belge, malgré le traité des XXIV articles. Les grandes puissances en étaient pourtant garantes. Mais elles étaient sûres qu’en s’abstenant de forcer les Pays-Bas, elles évitaient une guerre générale. La France et le Royaume-Uni s’étaient engagées à l’évacuation du territoire belge. Les flottes française et britannique devaient restreindre le commerce des Pays-Bas, et, si ce n'était pas suffisant, une armée française viendrait, sans troubler la paix de l’Europe, prouver que « les garanties données n’étaient pas de vaines paroles ». Le discours du trône de novembre 1832 le disait nettement.
Le combattant des journées de septembre était assez populaire pour faire accepter l’intervention étrangère. Cette intervention exaspéraient maints journaux et certains députés, qui taxaient Goblet et Lebeau de lâcheté.
L’acte de suprême résolution auquel Rogier apportait son appui lui pesait. Il aurait préféré que les Belges libèrent eux-mêmes leur territoire, mais les Puissances ne le toléraient pas. Devant l’opposition de la Chambre, le ministre offrit, le 26 novembre, sa démission. Le roi la refusa. L’armée du maréchal Gérard avait investi, huit jours auparavant, la citadelle d’Anvers : elle se rendit le 23, après une vaillante résistance. Guillaume refusait d’évacuer les forts de Lillo et de Liefkenshoek. Il comptait sur les puissances du Nord et sur le succès de ses partisans. Rogier, en tant que ministre de l’Intérieur, combattit ces menées partout où elles se manifestèrent. Dans ce ministère, Rogier oeuvra pour la première exposition des beaux-arts (15 août 1833), la révision de la loi sur la garde civique, la réorganisation du conservatoire de Bruxelles, la création des archives publiques, et, surtout, le chemin de fer.
Cette expression devait finir par remplacer officiellement ceux de « route en fer, chemin à ornières, chemin en fer », employés auparavant, et qui le furent longtemps encore dans les discussions et les rapports parlementaires.
Le 19 juin 1833, Rogier donna lecture à la Chambre de l’exposé des motifs d’un projet de loi : il autorisait un emprunt de 18 millions, affecté à l’établissement de la première partie de « la route de fer », de la mer à l’Escaut, à la Meuse et au Rhin. En même temps, étaient déposés les tableaux, plans et calculs, à l’appui du projet. Les sections de la Chambre discutèrent longtemps. Le rapport de la section centrale qui l’adopta ne fut déposé que le 23 novembre. Le mauvais vouloir de quelques députés fit retarder la discussion jusqu’au 10 mars 1834. Rogier rappela que, au commencement d’octobre 1830, il avait lancé l’idée de cette entreprise ; elle devait doter le pays d’immenses bienfaits ; ses collègues du Gouvernement provisoire s’y étaient ralliés en apprenant le bombardement d’Anvers. Le député Dumortier l'interrompit : «  … Vous voulez, sans doute qu’on dise la voie Rogiérienne comme on disait la voie Appienne…  ». Rogier riposta : « Que la voie soit Dumortérienne ou anti-Dumortérienne, elle est nationale ! Il ne suffit pas à la révolution belge d’avoir donné au pays la Constitution la plus libérale ; elle doit compléter son œuvre par un fait matériel de la plus haute portée. Cette entreprise sera aux intérêts matériels du pays ce qu’est notre Constitution à ses intérêts moraux. ».
Il avait, sur la proposition de la section centrale, élargi son projet initial : le rail passerait par Malines, Louvain, Tirlemont, Liège, avec deux embranchements : de Malines sur Bruxelles et la France par Namur, Mons ou Charleroi et de Malines sur l’Angleterre par Termonde, Gand, Bruges et Ostende.
Pendant la discussion, il calma les plaintes légitimes. Mais en cas de réclamations fantaisistes ou ignorant les principes élémentaires de l’économie politique, il utilisa le langage de la plaisanterie courtoise. Secondé par le rapporteur de la section centrale, Smits, et par Nothomb et Devaux, il eut  raison de l'opposition. Devant cette question de principe importante : « les routes en fer portées au projet seront-elles faites par le gouvernement ? », il argumenta pour la faire voter affirmativement (par 55 voix contre 35). Il soutint que la Belgique pourrait conquérir l’indépendance commerciale non point par la guerre, mais par le grand travail d’art qu’il préconisait, qu’elle commettrait un véritable suicide si elle abandonnait le marché de l’Allemagne aux Pays-Bas, aux villes hanséatiques et à la France. Il conclut : 
L’ensemble du projet fut voté le 28 mars par 56 représentants contre 28 et 1 abstention ; puis, au Sénat, par 32 voix contre 8, et 3 abstentions. Le roi sanctionna la loi le 1er mai 1834. Cette initiative se concrétisera sous la forme d'une société d'État (les chemins de fer de l’État belge). Elle ouvrit, en 1835, la première ligne du continent européen, entre Malines et Bruxelles. Rogier avait veillé à ce que des voitures découvertes nommées « chars à bancs » soient accrochées aux convois à la disposition des classes populaires.
Les 4 et 5 avril, une souscription pour le rachat des chevaux du prince d’Orange, organisée par les partisans de la monarchie belgo-hollandaise, aristocrates et fournisseurs mêlés, occasionna à Bruxelles des désordres et des pillages. Rogier les arrêta au péril de sa vie.
Il tenta de convaincre le Parlement de créer un Conseil d'État, mais il échoua. Deux autres lois furent discutées sous ce premier ministère de Rogier : la loi provinciale et la loi communale. Les projets de loi, préparés par Rogier, prévoyaient une part de décentralisation, mais réservaient au pouvoir central la faculté de choisir les bourgmestres et échevin. Léopold Ier craignit que les ministres ne parviennent pas à faire approuver ces lois par le Parlement, il se mit à chercher une occasion de renvoyer le cabinet. Une dissension entre Rogier et le ministre de la Guerre, Louis Évain, conduisit le gouvernement à démissionner en juillet 1834,.
Vers la fin de ce premier ministère, il  eut un duel avec Gendebien, et fut gravement blessé. Avant de partir, il  présenta un projet de loi sur l’instruction publique. La Chambre détacha la partie qui concernait l’enseignement supérieur ; il venait aussi d’inscrire à son projet de budget pour 1835 une somme de 500 000 francs destinée au service de l’hygiène publique.

### Retour à Anvers (août 1834-avril 1840)
Il refusa d'entrer dans le nouveau cabinet de Theux-Ernst-de Muelenaere et reprit son poste de gouverneur de la province d’Anvers. Après deux ans d’absence, les Anversois lui battent froid. Rogier l'expliqua par le fait qu’il était « révolutionnaire, wallon, libéral non pratiquant, roturier sans fortune ». Il parvint à nouer des relations dans le monde commercial et dans le monde artistique. Sa popularité fut attestée par son succès électoral de juin 1837. Il fut honoré d’un double mandat de député ; l’arrondissement d'Anvers lui donna 1 151 suffrages contre 31, et dans l’arrondissement de Turnhout, il ne trouva pas d’adversaire. Il opta pour Anvers. Il continua à être à la fois gouverneur et député. En 1836, il refusa un portefeuille de ministre offert par le roi : de Theux lui aurait cédé l’Intérieur et aurait pris le ministère des Affaires étrangères délaissé par de Muelenaere. En 1837, il repoussa de nouvelles propositions. Il s’entendait avec de Theux sur la politique extérieure et sur les grandes lignes de la politique intérieure, mais pas sur certaines questions, par exemple celles de l’instruction moyenne, de l’instruction primaire, de la bienfaisance. La politique unioniste en était à ses derniers jours.
Le 28 janvier 1837, la Chambre venait d’être saisie du projet de loi sur les mines, voté en juin 1836 par le Sénat ; Rogier avança une proposition : examiner d’abord la question de savoir « jusqu’à quel point il serait convenable, dans l’intérêt général, que le gouvernement se réservât de disposer, pour le compte du domaine, des mines de houille non encore concédées. ». Il s’était souvent demandé comment faire décréter pour les mines, comme pour le chemin de fer, l’exploitation par l’État. Depuis plusieurs mois, il s’était livré à des études extrêmement compliquées sur cette question. Il a correspondu à ce sujet avec des ingénieurs et des économistes de premier ordre, tels que Bidaut et Michel Chevalier.
La majorité de la Chambre et du cabinet fut hostile ; il renonça à sa proposition. Il continuait à initier des réformes sociales, et s’éclairer des conseils des spécialistes. Pour la question militaire, il s’adressa aux généraux les plus expérimentés, à Magnan, à Hurel, par exemple. Il y avait urgence : les Pays-Bas allaient finir par se lasser d’un état de choses onéreux pour ses finances et son commerce, et finiraient par entamer des négociations pour la réconciliation sur la base du traité du 15 novembre 1831. Rogier savait que ce jour-là, il y aurait des protestations en Belgique, pour conserver le Limbourg et le Luxembourg, attribués au roi Guillaume. Il voulait l'avis du général Magnan en cas de guerre avec les Pays-Bas, soutenue par les troupes de la Confédération germanique.
Le 4 mars 1839, la Chambre aborda la discussion publique de deux projets de loi ; le premier autorisait la conclusion du traité, présenté en 1831, par la Conférence de Londres, et enfin adopté par Guillaume ;  l’autre déterminait les conditions auxquelles les habitants des parties cédées pourraient conserver la qualité de Belges. L’issue était imprévisible : dans les sections, 42 représentants avaient voté oui, 39 avaient dit non, 17 s’étaient abstenus. L’opposition avait escompté le vote négatif de Rogier, parce qu’il avait refusé son approbation au traité de novembre 1831. Mais il fut d’avis que les engagements pris alors devaient être respectés. S’il soutenait le système pacifique, ce n’était pas qu’il voulût la paix pour la paix ; il termina ainsi son discours du 12 mars : 
58 membres de la Chambre votèrent le traité, et 42 contre.

### Ministre des Travaux publics (avril 1840-avril 1841)
Le cabinet de Theux est renversé par un vote de la Chambre. Le 1er avril 1840, sous la présidence de Lebeau, un cabinet centre-gauche se constitue. Rogier quitte Anvers à regret (Souvenirs de Lebeau). Il a le portefeuille des Travaux publics, auxquels étaient annexés les beaux-arts, les lettres et l’instruction publique détachés de l’Intérieur. L’institution des concours généraux de l’enseignement est le premier chantier de Rogier. Il étudia un projet de loi sur l’enseignement moyen officiel, où les branches commerciales et industrielles étaient présentes. Ce projet fut interrompu par la chute prématurée du cabinet. 
La Chambre l’accusa de « prodigalités inouïes » lorsqu’il proposait d’élever de 400 à 550 000 francs le budget des beaux-arts et de la littérature. Elle lui refusa 5 000 francs pour établir la carte géologique du pays, 4 000 francs pour imprimer des chartes et diplômes. À cause des exigences hollandaises en matière de langue, le flamand avait souffert, dans les premières années de l'indépendance, d’injustices et d’abus. Rogier chercha à les corriger. Il conçut le projet de créer une académie flamande en 1841.
Dans le domaine des chemins de fer, il complétait son œuvre de 1834. Secondé par le directeur de l’exploitation, Masui, il travailla à recueillir, suivant l’expression de son collaborateur, « le fruit de l’arbre de vie », planté six ans auparavant ; il améliora les règlements, l’organisation des bureaux, le service spécial du transport des bagages et des marchandises.
Le cabinet disposait à la Chambre d’une majorité de dix voix. Au Sénat, les catholiques étaient les plus nombreux : ils voulaient que les ministres désavouent le radical Paul Devaux. Devaux revendiquait pour le libéralisme le droit de diriger le pays, dénonçait l’union, inutile depuis la paix avec les Pays-Bas, condamnait la politique des ministères mixtes. Lebeau et Rogier s'irritaient de la « guerre à coups d’épingles » - le mot est de Thonissen – faite par l’opposition. Elle condamnait la constitution du ministère du 18 avril 1840. Lebeau et Rogier se refusèrent à blâmer leur ancien collaborateur du Mathieu Laensbergh. Lebeau s’écria : « Nous ne reculerons pas vers « une sphère d’idées qui nous ramèneraient à 1790. » Et Rogier : « Je n’ai jamais désavoué mes amis ! ». Il ajouta qu’il se faisait gloire de continuer à marcher sous le drapeau de la monarchie constitutionnelle libérale qu’il défendait déjà dix-huit ans plus tôt. 
Vingt-trois sénateurs (contre dix-neuf) envoyèrent au roi une adresse. Ils protestaient contre la politique des ministres et ses tendances. Une demande de dissolution de la haute assemblée fut repoussée par le roi. Le cabinet démissionna, et persista, malgré le désir du souverain. Le 13 avril 1841, se forma un cabinet à peu près mixte (de Muelenaere, Nothomb, de Briey, Van Volxem, Desmaisières et Buzen).

### Simple député (1841-1847)
Rogier avait renoncé au poste de gouverneur d’Anvers en entrant au ministère. Il ne conservait plus que son mandat de représentant. Aux élections de juin 1841, il fut attaqué comme un homme « dévoré d’ambition, insatiable du pouvoir, à cet ultra libéral… », etc. (voir journaux et pamphlets de l’époque). 
Au renouvellement législatif de 1845, après une lutte âpre, Rogier obtint une majorité forte. En même temps, il fut choisi par les électeurs de Bruxelles. Il opta pour Anvers. Son rôle au Parlement pendant  quatre ans et sa dignité en 1841 l’avaient fortifié dans l’opinion publique. Le roi lui demanda de constituer un cabinet mixte. Il refusa et passa la main à Van de Weyer, qui fit la dernière expérience de ce genre. 
Van de Weyer fut renversé au bout de neuf mois. Rogier, appelé de nouveau par le roi, lui proposa une combinaison comprenant toutes les fractions du libéralisme. Le roi accepta, mais n’agréa pas le programme, à cause de la dissolution éventuelle du Parlement. Les négociations furent rompues. 
Un ministère catholique homogène (de Theux, Malou, Deschamps, d’Anethan) fut formé le 31 mars 1846. Toutes les forces du libéralisme firent leur union cette même année au Congrès libéral. Le résultat de cette union fut la victoire absolue des libéraux aux élections du 8 juin 1847 : ils gagnèrent quinze voix à la Chambre et onze au Sénat. De Theux et ses collègues démissionèrent le 12 juin. Rogier fut appelé à constituer un cabinet, qui ne pouvait être que libéral. Léopold laissa s’écouler deux mois entre la démission du cabinet de Theux et la nomination du cabinet du 12 août.

### Chef de cabinet (1847-1852)

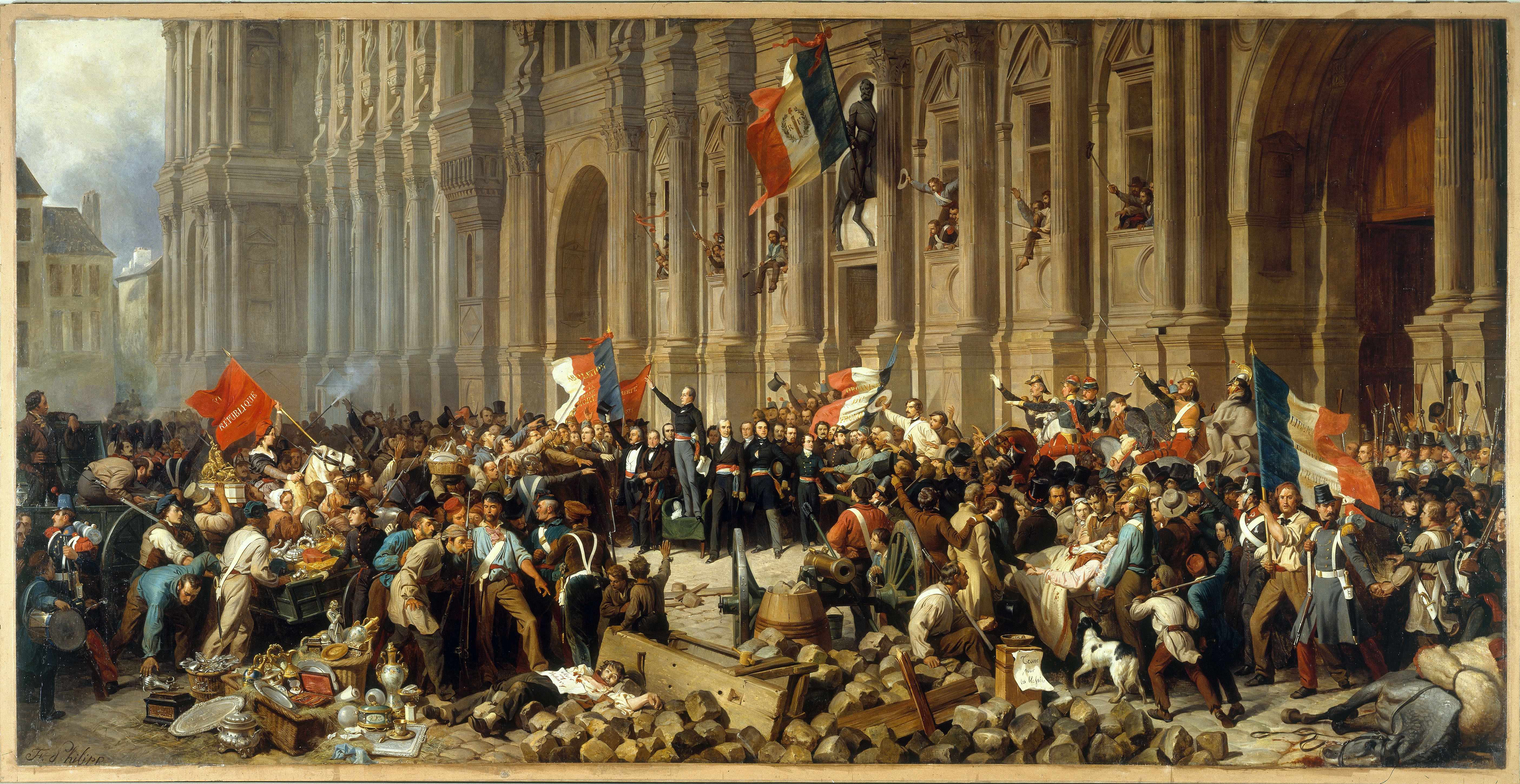
En 1848, les autorités craignaient que la révolution qui avait éclaté en France ne s'étendît à la Belgique.

Le ministère constitué par Rogier était le suivant : Rogier à l’Intérieur, d’Hoffschmidt aux Affaires étrangères, de Haussy à la justice, Frère-Orban aux Travaux publics, Veydt aux Finances, Chazal à la Guerre.
Son premier travail fut la misère dans les Flandres. Il créa un Bureau spécial pour les affaires des Flandres, et lui confia l’étude de remèdes. Il y songeait depuis son excursion, avec son ami Veydt, dans les centres industriels et agricoles du pays flamand pendant les vacances parlementaires de 1846. 
La cause première de l’appauvrissement des Flandres, c’était la substitution de la machine au travail manuel ; la crise industrielle s’était compliquée d’une crise alimentaire. Dans l’industrie, les Flandres n’avaient pas évolué. Rogier recommanda d’introduire plus de variété dans la fabrication des toiles  ; conseilla de ne pas se cantonner à l’industrie linière ; d’aborder la fabrication des tissus de laine, de coton et même des tissus mélangés ; créa des ateliers modèles pour perfectionner les tissus ou fabriquer les étoffes, ou bien des ateliers d’apprentissage à Courtrai, Tielt, Roulers, Rumbeke, Waregem, Lendelede, Eeklo, Renaix, Deinze, Lede, Kaprijke, etc. 
Il agit aussi dans le domaine agricole. Les cultivateurs ne recevaient pas de crédits. L’attribution de ce crédit devint un de ses objectifs. Il en avait souvent parlé avec son ami Michel Chevalier ; il citait l’Écosse, qui avait pu échapper à la misère grâces à ses petites banques agricoles. Dans des circulaires et des instructions envoyées en province, il préconisait des réformes, des innovations, instituait la première exposition d’agriculture (comme il avait institué la première exposition des œuvres de l’art et de l’industrie). 
Parmi les membres de son cabinet, ceux qui avaient pris part aux combats de septembre 1830 proposèrent de célébrer les journées anniversaires de l’indépendance. Chazal organisa une fête militaire. Rogier prépara une exposition agricole, et une solennité professorale, (espèce de revue du corps enseignant, à l’issue de la distribution des prix du concours général). Il assista, le 25 septembre, au congrès des professeurs de l’enseignement moyen et à leur banquet. Le 2 novembre, il créait, sur le modèle des écoles des mines et du génie civil annexées aux universités de l’État, des cours spéciaux. Là seraient formés les futurs professeurs de l’enseignement moyen. En 1851, elles devinrent les écoles normales supérieures de Liège et de Gand (la loi de 1891 les fera disparaître). La création de cet enseignement pédagogique était le prélude d’études plus importantes : elles aboutiront au dépôt du projet de loi de 1850 sur l’enseignement moyen officiel.
Le 8 juin, les électeurs s'étaient prononcé contre les lois politiques de la majorité catholique depuis 1845 ; ils avaient manifesté leur désir d’une extension du droit électoral : Rogier déposa, le 14 février 1848, trois projets de loi. Le premier rapportait la loi dite du fractionnement. Son principal résultat avait été « d’entretenir un esprit d’hostilité entre les quartiers d’une même ville » ; le deuxième projet de loi exigeait l’avis du pouvoir exécutif provincial belge pour que le bourgmestre soit choisi en dehors du conseil ; la troisième introduisait dans les listes électorales les capacités officiellement constatées et reconnues aptes à faire partie du jury.
Pendant que la Chambre des représentants discutait ces projets, la monarchie de Juillet s’effondra et les Français, pour la seconde fois, choisirent la république. La contagion ne gagna pas la Belgique. Il existait un foyer discret de républicains à Bruxelles et à Gand, comme à Verviers, quelques cris furent poussés contre la royauté de Léopold. Le ministère libéral prit toutes les précautions pour empêcher la propagande annexionniste (cf. circulaire de Rogier aux gouverneurs en date du 26 février et son discours à la Chambre du 1er mars). 
La situation financière exigeait un emprunt et des impôts. Le cabinet élabora des combinaisons et des plans. Les Chambres n’en auront connaissance qu’au milieu de la session 1847-1848.  
Après avoir fait voter la perception anticipée des cinq douzièmes de la contribution foncière, commencement d’emprunt forcé, le cabinet résolut d’étendre son projet de réforme électorale. Rogier pensait qu’en abaissant le cens au minimum constitutionnel de 20 florins et en le rendant uniforme, on consoliderait la monarchie, et on vaincrait toutes les oppositions légales. Il réussit à convaincre ses collègues et le roi. Le vote des Chambres fut unanime le 28 mars. Dechamps écrivit : « Le gouvernement a voulu, par cette réforme hardie, désarmer toutes les opinions sincères et constitutionnelles, et ne pas permettre à d’autres nations d’offrir à l’envi à la Belgique des institutions plus libérales que les siennes. »
La même unanimité se retrouva dans le vote des deux lois corollaires de cette réforme capitale : l’abaissement uniforme du cens électoral communal au même taux que les cens électoral législatif, et la réduction à six ans, comme il l’était en 1836, du mandat des conseillers communaux. 
Le cabinet était convaincu de la nécessité de donner du travail à la classe ouvrière (cf. circulaire du 2 mars aux gouverneurs) ; il adressa un appel pressant aux administrations communales, et, par elles, aux propriétaires, aux manufacturiers, aux personnes aisées ; il recommanda de lancer au plus vite des travaux d’utilité commune, les finança dans le budget des villes. Il n'y eut pas d'agitation sociale en Belgique. Karl Marx dut quitter le pays, le gouvernement menaçant de l'arrêter. 
Lamartine, ministre des Affaires étrangères de la république française, avait assuré au prince de Ligne, ambassadeur de Belgique à Paris, que le gouvernement entendait respecter l’indépendance et la et la neutralité belges.  Dans les clubs de Paris, dans la rédaction de quelques journaux, on parlait d'instaurer la république en Belgique. 
Dans la colonie belge de Paris, parmi les ouvriers sans travail, naît un mouvement de propagande révolutionnaire. Il aboutit, fin mars, à une tentative d’invasion par Quiévrain, et l’échauffourée de Risquons-Tout : l’avant-garde d’une brigade de l'infanterie belge tua, ou blessa, le 29 mars, une cinquantaine d’hommes. Les autorités administratives de Lille leur avait fourni des armes. 
Le gouvernement français désavoua les bandes de Quiévrain et de Risquons-Tout. Les craintes de guerre demeuraient ; il fallait être prêts à toutes les éventualités. Un projet d’emprunt forcé de 40 millions fut soumis au Parlement. Neuf allaient au département de la Guerre à titre de crédit extraordinaire. Il devait être prélevé en premier les contributions foncières et personnelles ; en 2°, sur les rentes hypothécaires ; en 3°, sur les traitements et pensions payés par l’État. 
Cette troisième partie se composait d’une retenue de 4 pour cent des traitements et pensions de 2 000 à 3 000 francs ; d’une retenue de 6% s’ils atteignaient ou dépassaient le chiffre de 3 000 francs ; d’une retenue de 5% des traitements de tout officier ou fonctionnaire militaire du grade de capitaine ou d’un grade supérieur. L’emprunt porterait intérêt à 5% à partir du 1er juillet 1848. 
Les adversaires du crédit de 9 millions pour le ministère de la Guerre invoquaient les déclarations formelles des puissances qui garantissaient notre indépendance. Rogier leur répondit le 4 avril :
L’emprunt forcé, qui devait contribuer également à l’exécution des travaux publics, fut critiqué assez vivement quant à la répartition. L’opposition qui, au moment du danger de février-mars, semblait avoir disparu, renaissait à la Chambre avec violence. Le cabinet accepta les modifications présentées par la section centrale ; il tint bon sur le fond, et, à la séance du 22 avril, 72 députés lui donnèrent raison ; 10 votèrent contre, 9 s’abstinrent, 15 n’assistaient pas à la séance. 
Le Sénat, contrairement aux prévisions, se montra hostile à la loi ; il ne la vota que lorsque la question de confiance eut été posée. 
Le même mois, Rogier fit voter un projet relatif au papier de circulation de la Société générale. Il avait décidé ses collègues à soumettre aux Chambres une réforme postale : la taxation des lettres à vingt centimes. Veydt resta contre et se retira. 
Une autre réforme essentiellement démocratique fut de supprimer le timbre des journaux et écrits périodiques. Il la demandait déjà lors de son début dans le journalisme. Elle fut défendue en mai par lui et son collègue Frère-Orban. Leur ténacité finit par triompher du Sénat. 
À la fin de cette session de 1847-1848, Rogier combattit la volonté de la Chambre d'étendre à tous les fonctionnaires, moins les ministres, le principe des incompatibilités parlementaires inscrit dans un projet déposé par le cabinet le 27 avril. Le 20 mai, il déclara : « Je n’attend pas de bons résultats de l’expérience à laquelle la Chambre a voulu se livrer. Je désire en bon citoyen me tromper. Le Sénat du reste appréciera. »
Conséquence de la réforme électorale : les chambres furent dissoutes. Les élections législatives du 13 juin 1848 furent un triomphe pour le libéralisme constitutionnel ; ils obtenaient 85 députés sur 104, et 30 sénateurs. Les radicaux ou les pseudo-républicains avaient échoué. Le parti catholique était décimé : plusieurs de ses chefs, Malou, Brabant, d’Huart étaient battus. Un témoignage de haute satisfaction et de reconnaissance venait d’être donné au cabinet du 12 août. Tout en maintenant son programme de 1847 (circulaire de Rogier aux gouverneurs du 8 juin 1848), il était resté neutre dans la lutte. En témoigne cette phrase des instructions aux commissaires d’arrondissement : « Nous n’hésitons pas, dans les circonstances actuelles, à abandonner l’opinion publique à ses propres inspirations, convaincus que nous sommes que plus l’opinion publique aura été libre dans ses manifestations, plus le prochain Parlement sera fort devant la nation et devant l’étranger, et plus le gouvernement, à son tour, aura d’appui dans le Parlement. ». 
Le Journal de Bruxelles, adversaire acharné du cabinet, n’a pas contesté cette neutralité au lendemain de l’élection.
Le temps était aux réformes et aux économies. Rogier qui y était favorable, refusa cependant de réduire le poids de l’armée. Il dit, le 7 juillet : « Que ceux qui veulent faire descendre le budget de la guerre à 20 millions, viennent prendre nos places… Nous voulons, nous, maintenir notre armée sur le pied respectable qui a fait et qui continue à faire la sécurité du pays. » Le Parlement vota dans ce sens.
Rogier ne voulut pas non plus réduire le budget de l’instruction publique. De La Haye demandait des réduction importantes. Il lui répondit qu’il fallait, au contraire, accroître la dotation de l’enseignement ; que l’enseignement agricole et l’enseignement industriel étaient nuls en Belgique, qu’il fallait les créer. 
À la rentrée des Chambres (session ordinaire de 1848-1849), Rogier fut attaqué dans la discussion de l’Adresse : « Vous n’avez pas fait assez pour les Flandres. ». Il répondit en énumérant les travaux de voirie vicinale, les travaux hydrauliques et les travaux d’assainissement et de défrichement exécutés ou en voie d’exécution. Il indiqua les moyens directs pour perfectionner l’agriculture ; il ajouta qu’il travaillait à la perfectionner encore par des moyens indirects, par le secours de l’instruction, en faisant publier et distribuer à bon marché, parmi les classes ouvrières, des livres, journaux, voire des ouvrages. Il venait d’adjoindre des cours d’enseignement agricole et horticole à deux écoles normales et d’ouvrir des négociations pour l’établissement dans les campagnes d’écoles pratiques d’agriculture ; il allait ouvrir une école d’horticulture à Gand. 
Quant à l’industrie, il rappelait les encouragements accordés aux fabricants liniers. La population avait eu du travail. Des ateliers dirigés par l’État ou des ateliers privés avaient été ouverts, des avances faites à l’industrie dentellière, à des fabricants de tissus pour l’exportation ; des bourses de voyage fondées pour de jeunes commerçants. Ses déclarations furent confirmées par des témoignages irrécusables : tel, celui d’un député catholique de Tielt, Le Bailly de Tilleghem, qui rendit hommage (19 novembre 1849) à ce gouvernement « protecteur efficace » des districts liniers des Flandres.
Pendant les années 1849 et 1850, Rogier compléta son œuvre dans les Flandres, élabora son projet de loi sur l’enseignement moyen, eut à résoudre le problème très compliqué de l’organisation des services de la voirie vicinale, de l’hygiène, des beaux-arts. Il se rendit fréquemment sur le terrain pour juger par lui-même de ce que produisaient les ateliers ou les écoles, voir à l’œuvre les fonctionnaires ou les industriels qui secondaient ses vues d’amélioration, rencontrer les laboureurs, les négociants, les artistes, dans les diverses expositions qu'il avait initiées. 
Il restait l'objet de sarcasmes et de critiques : on le traitait de « sauveur » des Flandres ou encore de « communiste ». Ses adversaires politiques étaient loin d’approuver ses mesures pour venir en aide aux populations industrielles et agricoles de la Flandre. Son socialisme – le mot courait les rues en 1850 – lui était reproché. Il répondit dans la discussion du budget de l’intérieur de 1849-1850 :
Ce reproche de socialisme devait être l’argument principal des adversaires du projet de loi sur l’enseignement moyen, dont les représentants commencèrent l’examen le 9 avril 1850, après une campagne de presse d’une rare violence et pendant qu’affluaient sur le bureau de la Chambre des milliers de pétitions hostiles. Les préventions qui s’étaient amassées contre le projet se dissipèrent pendant la discussion, grâce tout à la fois à la fermeté de Rogier, à la modération et à l’habileté de ses concessions. La Chambre le vota par soixante-douze voix contre vingt-cinq. Malgré cette énorme majorité, l’épiscopat intervint dans le débat et en appela de la Chambre au Sénat parce que – c’étaient les griefs principaux – le projet ne reconnaissait pas aux évêques le droit d’entrer dans les établissements à titre d’autorité, parce qu’il accordait au gouvernement le droit de nommer des ministres du culte chargés de l’enseignement religieux, qu’il permettait de créer un nombre indéfini d’établissements aux frais de l’État, lésant ainsi les droits acquis des catholiques, et qu’il se bornait à inviter le clergé à donner l’instruction religieuse. Le Sénat approuva néanmoins la loi par trente-deux voix contre dix-neuf. Des élections législatives devant avoir lieu trois semaines après l’adoption du projet, la presse catholique se mit à exploiter avec une grande vivacité contre le cabinet des paroles prononcées dans le consistoire du 20 mai 1850 par Pie IX, qui avait témoigné « sa douleur à la vue des périls qui menaçaient chez l’illustre nation des Belges la religion catholique ». Dans le Moniteur du 8 juin, Rogier, au nom du cabinet, répondit que le Saint-Siège avait été trompé, qu’il n’existait pas dans le monde chrétien un seul pays où le clergé jouît d’une liberté et d’une indépendance plus grandes, et où sa position, sous le rapport matériel et moral, fût plus forte et mieux garantie ; que si la religion avait des dangers à courir, ce serait de la part de ceux qui abusaient de son nom pour satisfaire leurs rancunes politiques ; que si le clergé avait besoin d’être défendu et protégé, ce serait contre l’imprudence de ceux qui se couvraient de son autorité pour faire servir la religion à des calculs de parti. Mais la protestation de Rogier arrivait trop tard : le coup était porté. Le parti libéral sortit de l’élection numériquement diminué ; il perdit trois voix à Louvain, une à Turnhout, une à Tielt. Aucun de ses chefs, toutefois, n’avait succombé et les grands arrondissements de Bruxelles, d’Anvers, de Bruges, de Namur et de Malines lui restaient fidèles comme Liège, Gand, Mons, Tournai. Rogier était élu à Anvers à une éclatante majorité (2 108 voix contre 1 960 données à Malou).
Mais l’ère des difficultés n’était pas close pour le cabinet. Afin de satisfaire les désirs d’un grand nombre de libéraux convaincus que la France ne sortirait pas d’une politique pacifique, Rogier déclara que le cabinet travaillait à ramener le budget normal de l’armée sur pied de paix au chiffre de 25 millions de francs. Dans ce but, il proposa de faire examiner par une commission spéciale toutes les questions relatives à la question militaire. Il espérait que cette commission indiquerait des économies possibles tout en donnant à l’organisation de l’armée « une base respectable et fixe » : c’est ainsi qu’il s’exprimait, le 17 janvier 1851, dans une circulaire qu’il envoyait aux chefs de l’armée pendant l’intérim du ministère de la Guerre dont il fut chargé par suite de la retraite successive des généraux Chazal et Brialmont. Sous le bénéfice de cette déclaration, le cabinet avait réussi à faire adopter le budget de la guerre pour 1851. La question militaire résolue tout au moins provisoirement, le cabinet eut à résoudre la question financière et économique. Un projet de loi en faveur des sociétés de secours mutuelles ne passa point sans difficulté. Certains députés voyaient un commencement de socialisme dans l’intervention du gouvernement qui, sur une base prudente et généreuse, établissait les rapports de ces sociétés avec l’État (discours de Rogier du 17 février 1851). L’institution d’une caisse de crédit foncier provoqua, chez les mêmes députés, des terreurs et des plaintes plus vives encore. Frère-Orban, qui, en absence de Rogier, retenu au lit de mort de sa mère (4 avril), supporta tout le poids de la discussion et finit par triompher.
Le projet de loi sur les successions, présenté dix-huit mois auparavant, avait été ajourné à cause de l’hostilité d’un grand nombre de libéraux unis à la droite. Les concessions faites par le cabinet sur la question du serment ne désarmèrent pas les opposants de 1849 : il fut battu par cinquante-deux voix (douze libéraux et quarante catholiques) contre trente-cinq, le 16 mai 1851. Le jour même il offrit sa démission au roi, parce que, disait Rogier à la Chambre le lendemain, il ne lui était permis, à en juger par les votes émis dans la discussion, « de compter sur le concours de la majorité pour le succès des mesures financières dont l’adoption lui paraissait importer essentiellement à la bonne marche des affaires et aux intérêts du pays ». Aucun des hommes politiques importants de la gauche n’accepta l’héritage du cabinet qui était fermement résolu à se retirer, moins parce qu’il n’avait pu faire admettre le serment que parce qu’il croyait voir de profondes divergences de principes entre la majorité et lui sur la loi en général. La crise ministérielle ne se dénoua qu’au bout de six semaines par le maintien du cabinet. « Je suis plein de confiance dans les ministres actuels », écrit le roi à Rogier le 4 juin, « et je regarde leur maintien aux affaires comme la meilleure solution de la difficulté où nous sommes ». Il convient d’ajouter que, dans une réunion à laquelle assistaient une cinquantaine de représentants de la gauche, à la fin de mai, il était résulté des explications échangées et communiquées à la presse, « que la majorité, qui ne s’était trouvée fractionnée que sur une seule question, avait l’intention bien arrêtée de rester unie et compacte et d’empêcher que le pouvoir ne passât à une autre opinion, soit catholique, soit mixte ». Le ministère ayant apporté au projet des modifications qui attestaient son désir de conciliation, le principe de l’impôt et ligne directe, soutenu par Frère-Orban, fut voté par soixante et un représentants contre trente et un et quatre abstentions (libérales) ; trois membres de la droite, dont De Decker, faisaient partie des soixante et un. L’opposition du Sénat amena sa dissolution. Les élections du 27 septembre 1851 y ayant déplacé la majorité et le gouvernement ayant déclaré, par l’organe de Rogier, qu'il acceptait un amendement, l’amendement Spitaels, on allait ainsi mettre fin, d’une manière honorable pour tous et efficace pour le trésor, à ce conflit, alors que se profilait une crise européenne, que rendait imminente la situation de la France, ballottée entre la terreur du socialisme et l’ambition du césarisme. Grâce à l’amendement Spitaels, la loi passa au Sénat (novembre 1851). Les représentants l’acceptèrent telle qu’elle lui avait été renvoyée par la Chambre haute. Vingt-quatre seulement persistèrent dans leur hostilité.
Le coup d'État du 2 décembre 1851 devait être bien plus funeste au libéralisme et au cabinet du 12 août 1847 que les mécontentements provoqués par les dépenses militaires et par l’impôt sur les successions. Dans les sphères gouvernementales de la France on avait fini par ajouter foi aux déclamations des journaux catholiques, qui criaient sur tous les tons depuis trois ans que chacune des lois de Rogier et Frère-Orban s’inspirait directement des théories socialistes. La presse bonapartiste, de son côté, faisait rage par ordre contre le libéralisme. Elle donnait parfaitement à entendre que le maintien du ministère Rogier ne pouvait être agréable au gouvernement du Prince-Président. Les divergences entre le cabinet et Paris et celui de Bruxelles s’accusaient surtout dans les négociations nécessitées par le renouvellement du traité de commerce de 1845. L’opposition prit une attitude d’autant plus agressive, au Parlement et dans la presse, que l’on affirmait dans les cercles politiques que le roi désirait « voir un changement d’allure dans la marche de son gouvernement ». Il appert bien d’une lettre écrite par Rogier, quarante-huit heures avant l’élection législative de juin 1852, que le roi boudait son ministère, qu’il lui battait froid. Comme Rogier le faisait pressentir dans sa lettre, la journée du 8 juin diminua la majorité libérale qui fut réduite à soixante-quatre voix. Cette majorité paraissait encore suffisante (vingt voix) pour permettre au cabinet de gouverner : Rogier ne se doutait pas de la défection qui allait se produire chez certains de ses amis. Ses collègues, Frère-Orban surtout, n’avaient qu’une médiocre confiance dans la cohésion de la majorité. Le cabinet offrit de se retirer. Le roi, après avoir vainement demandé à Lebeau et Leclercq, les anciens ministres de 1840, de former un ministère, invita le 16 août Rogier à reconstituer le cabinet de 1847. Frère-Orban, qui sur les négociations commerciales avec la France différait d’opinion avec ses collègues, ne voulut pas rester aux affaires. Liedts fut chargé provisoirement des Finances. Ceci se passait le 20 septembre. Huit jours après, lors de la nomination du président de la Chambre, la défection soupçonnée par Frère-Orban – huit ou neuf voix – décida Rogier et ses collègues à envoyer leurs démissions au roi. Le 31 octobre, celles de Rogier, d’Hoffschmidt et Victor Tesch furent acceptées. Celles d’Anoul (Guerre), Van Hoorebeke (Travaux publics) et Liedts (Finances) ne le furent pas. Henri de Brouckère, Piercot et Faider prirent respectivement les portefeuilles des Affaires étrangères, de l’Intérieur et de la Justice.
Le ton de la lettre par laquelle Rogier annonce à son frère « les décès du ministère du 12 août, trépassé à la suite d’une assez longue agonie soufferte avec une résignation toute chrétienne » (papiers de la famille Van der Stichelen-Rogier), montre qu’il était heureux de sortir du pouvoir.

### Retour au Parlement (1852-1857)

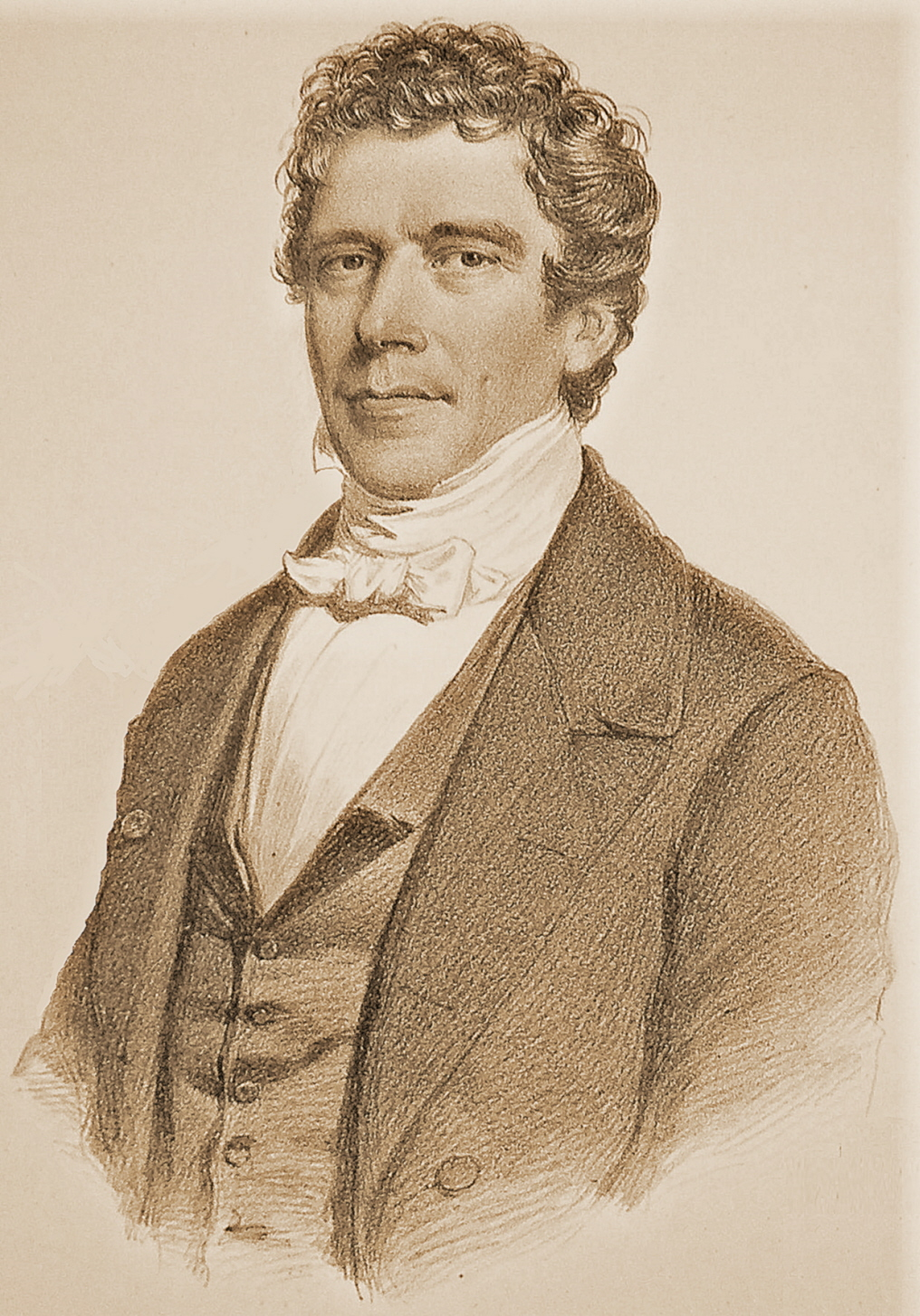
Charles Rogier vers 1855.

Au cours des sessions 1852-1853, 1853-1854, il fut un des députés les plus assidus, et quand s’engageaient des débats sur les chemins de fer, sur l’enseignement, sur la garde civique, sur les arts et les lettres, il faisait entendre son opinion. Aux élections de juin 1854 il ne put, faute de quelques voix, conserver son mandat de représentant.
Il fut nommé au comité et bientôt à la présidence du cercle artistique et littéraire de Bruxelles. Il prit fort à cœur sa présidence. Son influence (nous ne pouvons dire sa fortune : Rogier, qui ne fit jamais argent de son nom, resta pauvre) aida le cercle à sortir d’embarras financiers assez graves.
On dirait qu’à certains jours, pour utiliser ses loisirs politiques, il a eu des désirs sérieux de publier des études historiques dans le genre de celles où ses amis Devaux et Van Praet se sont illustrés. Çà et là dans ses papiers on a trouvé les premiers linéaments d’une esquisse qui aurait pu, le temps et les circonstances s’y prêtant, se transformer en un grand tableau d’histoire générale. Des sujets d’intérêt plus particulier l’attirèrent aussi : à preuve les notes recueillies sur Les Femmes au XVIe siècle et en particulier les femmes belges, ou sur Vingt-cinq ans de l’histoire belge. Sa famille avait autrefois prié de recueillir ses souvenirs. Il invoquait alors l’excuse du manque de temps. L’excuse lui faisant maintenant défaut, il écrivit sous la rubrique Notes et Souvenirs une trentaine de pages, résumé bien succinct qu’il ne continua même pas. La politique le reprit tout entier à partir du mois de février 1856. Les libéraux bruxellois le firent rentrer à la Chambre où il remplaça Charles de Brouckère, démissionnaire.
Dans les deux sessions de 1855-1856 et de 1856-1857 Rogier soutint de sa parole et de ses votes ceux qui revendiquèrent les droits de la pensée libre en faveur du professeur de l’université de Gand, le juriste Laurent, dont les études sur le christianisme (Histoire du droit des gens) avaient été l’objet d’un blâme officiel. Il critiqua vivement les actes du gouvernement en matière de bienfaisance et d’enseignement et prophétisa, pour ainsi parler, l’agitation que causerait le projet de loi sur la charité déposé par Nothomb. Il ne voulut admettre, à aucun titre et à aucun prix, l’innovation des cours à certificats, mais insista à deux reprises (24 janvier et 19 février 1857) sur la nécessité de rétablir l’examen d’entrée à l’université, supprimé en mars 1855. Il prit plusieurs fois la parole dans la discussion du projet de loi Nothomb. Son discours fut applaudi, le 16 mai, quand il combattit l’autorisation de créer par arrêté royal des fondations pourvues d’administrateurs spéciaux, même à titre héréditaire, et qui, ainsi constituées, acquéraient la personnalité civile. « Qu’on le voulût ou non », disait-il, « on arriverait à donner une extension énorme au développement, déjà si considérable, des ordres monastiques ; on favorisait la concurrence des écoles cléricales au détriment des établissements publics ; on encourageait les captations sous le couvert des fondations charitables ». Comme la fièvre parlementaire s’exacerbait et avec elle la colère populaire contre « la loi des couvents » - le nom est resté – Rogier conjura le ministère de faire œuvre de sagesse en retirant le projet (27 mai). Le ministère crut qu’il était de sa dignité de ne pas même accepter un projet d’enquête, d’où eût pu venir une détente, et qui fut repoussé par soixante voix contre quarante-quatre. Alors non seulement à Bruxelles, mais à Liège, à Gand, à Namur, à Verviers, à Mons, à Louvain et ailleurs les adversaires des couvents manifestèrent. Leurs manifestations furent ardentes, brutales parfois. L’orage s’apaisa quand la session eut été close sur les conseils du roi, qui n’aurait pas d’ailleurs sanctionné « une mesure pouvant être interprétée comme tendant à fixer la suprématie d’une opinion sur l’autre » (lettre de Léopold Ier à De Decker le 14 juin).

### À nouveau chef de cabinet (1857-1867)

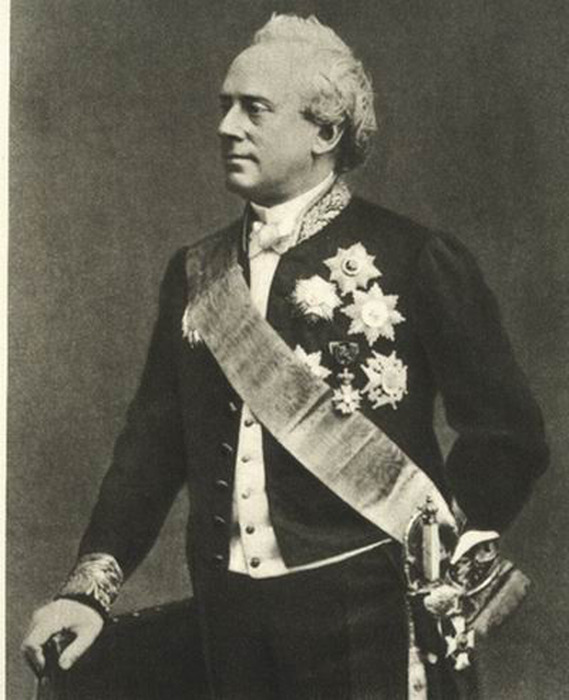
Frère-Orban, le ministre des Finances qui fit finalement tomber le second cabinet Rogier.

D’un commun accord, les catholiques et les libéraux placèrent les élections communales du 27 octobre sur le terrain de la politique générale. La journée fut un triomphe pour les libéraux. Le cabinet De Decker donna sa démission le 31. Henri de Brouckere n’ayant pas accepté de former un cabinet, Rogier, sur l’offre que lui en fit Léopold Ier, constitua le 8 novembre un cabinet libéral. Il rentrait à l’Intérieur, Frère-Orban aux Finances et Tesch à la Justice ; les Affaires étrangères étaient attribuées à de Vrière, gouverneur de la Flandre-Occidentale, et la Guerre au général Berten. Le secrétaire général des Travaux publics, Partoes, était chargé provisoirement de la gestion des affaires de ce département, qu’il accepta définitivement au bout de quelques mois. Rogier, qui aurait préféré – il ne le cacha pas au roi – que la couronne attendît les élections législatives de juin 1858 pour changer de ministres, devait évidemment dissoudre la Chambre. Le 10 décembre 1857 la libéralisme remporta une victoire qui rappelait presque celle du 8 juin 1848 : un gain de vingt-six voix lui assura à la Chambre une majorité considérable (soixante-dix voix contre trente-huit). Rogier eut les honneurs d’une double élection au premier tour. À Bruxelles, sur huit mille cent quarante-deux votants, il obtint cinq mille sept cent trente-sept voix. À Anvers, sur cinq mille six cent quarante-deux suffrages exprimés, il en eut deux mille neuf cent quatre-vingt-huit. Il opta pour Anvers, cédant aux sollicitations pressantes des chefs du libéralisme anversois. Aucune opposition n’était alors à craindre de la part du Sénat. Le roi avait d’ailleurs donné à entendre à Rogier, au cours des négociations du commencement de novembre, que si la haute assemblée faisait de l’opposition au cabinet, sa dissolution suivrait. Il était à craindre que les articles violents de la presse catholique contre le « gouvernement de l’émeute » fissent une vive impression sur les cabinets étrangers. La circulaire de Rogier aux gouverneurs (du 23 novembre) et le manifeste de la gauche en eurent raison et c’est avec les sympathies des gouvernements voisins que Rogier entra dans la quatrième et dernière période de sa carrière ministérielle.
La majorité de la Chambre comptait, comme en 1848, un certain nombre d’impatients et de radicaux qui ne devaient pas rendre la vie toujours facile au nouveau cabinet. L’attentat Orsini et les menaces adressées par les journaux officieux de l’Empire au Royaume-Uni et à la Belgique, d’où partaient des attaques fréquentes contre Napoléon III, avaient décidé le cabinet à prendre des mesures et à faire voter des lois qui mécontentaient l’aile gauche de sa majorité : telles la police sur les étrangers et la poursuite d’office en cas d’outrages aux souverains étrangers. En outre, les impatients trouvaient qu’on s’attardait dans l’exécution des réformes attendues. « Mais veuillez bien », disait Rogier dans un banquet de la gauche tout entière (12 mai 1858), « veuillez bien ne pas perdre de vue, jeunes et vieux grognards, que la première nécessité du libéralisme, après la victoire du 10 décembre 1857, est d’affermir et d’étendre son influence légitime en donnant un démenti aux prédictions sinistres du parti clérical. C’est la tâche à laquelle s’est consacré jusqu’ici le ministère… » Et il annonçait le dépôt d’un projet affectant un million à la construction d’écoles dans les campagnes et d’un projet de grands travaux publics, parmi lesquels l’agrandissement et l’achèvement des fortifications d’Anvers. Si l’annonce du premier projet fut accueillie par une joie unanime, il n’en fut pas de même du second. Dès que les sections de la Chambre eurent été appelées à examiner la question des fortifications d’Anvers (enceinte du Nord), le cabinet put pressentir qu’il courait à un échec. Plusieurs députés libéraux, et parmi eux les députés d’Anvers, trouvaient le projet insuffisant, dangereux même au point de vue de la défense nationale et absolument désastreux pour les intérêts de notre métropole commerciale. D’autres membres de la gauche, et parmi eux Paul Devaux, estimaient qu’il eût mieux valu fortifier Bruxelles. Quant à la droite, elle était presque tout entière hostile à ce qu’elle appelait « les exagérations militaires ». La grande enceinte que l’administration communale d’Anvers réclamait ne déplaisait pas à Rogier, mais il aurait fallu quarante-cinq millions pour l’exécuter. Le crédit proposé pour l’enceinte du nord fut rejeté, le 5 août, par cinquante-trois voix contre trente-neuf et neuf abstentions : toute la droite, sauf De Decker et Vilain XIIII, était comprise dans les cinquante-trois opposants. La majorité sur laquelle le cabinet croyait pouvoir compter dans les questions politiques proprement dites, venant à lui manquer pour le vote d’un projet qui se présentait comme exclusivement d’intérêt national et gouvernemental (lettre de Rogier au roi du 5 août), le cabinet s’était demandé « s’il conservait désormais une autorité suffisante vis-à-vis de la Chambre et du pays pour conduire les affaires avec efficacité et dignité ». Le roi estima que le cabinet avait « patriotiquement rempli sa tâche » (lettre du roi à Rogier du 6 août) « et qu’il pourrait continuer à rendre de bons et utiles services au pays ». C’est sur ces incidents que se termina la session de 1857-1858. Pendant les vacances parlementaires, Rogier organisa une de ces fêtes de la jeunesse et de la science où il aimait à se retremper en revivant ses souvenirs d’école. Étendant le programme de la fête de 1848, il fit défiler devant le roi les élèves des établissements d’instruction moyenne et ceux de la plupart des écoles qui, se rattachant aux études moyennes ou pratiques, représentaient en quelque sorte dans un ensemble imposant la jeunesse studieuse du pays.
Pendant la session ordinaire de 1858-1859 les vieux et les jeunes libéraux échangèrent, avec une certaine vivacité, des vues différentes sur la liberté de la chaire, sur la réforme électorale et sur l’instruction obligatoire. Rogier qui, dans un congrès tenu un peu auparavant à Francfort, s’était prononcé en faveur du principe de l’obligation en matière d’instruction, déclara que ses sympathies restaient acquises à ce principe. Seulement il y avait une question préalable à résoudre : possédait-on des locaux suffisants, des locaux convenables pour recevoir les enfants ? À cette question on était obligé de répondre : non. Le personnel enseignant était incomplet, d’autre part. Force était d’ajouter l’instruction obligatoire tant que le personnel et les locaux manqueraient : mais on allait sans retard pourvoir à cette double lacune. Rogier pensait enfin que l’exclusion du clergé des écoles était inconciliable avec l’obligation de l’instruction et qu’il n’y avait pas de majorité pour la révision de la loi de 1842. Malgré les tiraillements qui s’étaient produits entre les deux groupes de la gauche pendant les dernières discussions parlementaires et qui eurent pour conséquence à Bruxelles une scission du libéralisme, l’élection législative du 14 juin 1859 fut bonne pour le ministère. Il avait sans doute perdu trois voix à la Chambre, mais le vote du corps électoral bruxellois, qui avait désavoué les impatients, lui permettait de compter dans cette assemblée sur une majorité « plus homogène et mieux disciplinée » et il avait réussi à déplacer la majorité dans le Sénat où les libéraux seraient désormais trente et un contre vingt-sept. Rogier fut réélu sans trop de difficulté à Anvers. On y avait sans doute exploité vivement contre lui non seulement l’affaire de l’embastillement et des nouvelles servitudes militaires, mais encore et surtout la question flamande. Seulement Van Ryswyck, un excellent répondant, avait rendu hommage au bon vouloir de ce « ministre qui avait fait pour le flamand plus que tous les ministres flamands » (réunion électorale du 9 juin).
C’était moins, après tout, la politique que les affaires d’administration et de réglementation qui avaient caractérisé la session ordinaire de 1858-1859 : à preuve cet aperçu des travaux de la session présenté par Rogier : « la loi sur la contrainte par corps votée, une dotation d’un million pour les écoles primaires, le traitement des professeurs de l’enseignement moyen augmenté, des crédits extraordinaires alloués à la voirie vicinale et à l’hygiène, l’achèvement de la loi sur les prud’hommes, l’établissement d’une ligne de bateaux à vapeur entre Anvers et le Levant, etc. » Une session extraordinaire, qui suivit la précédente de six semaines, fut consacrée à des questions de travaux publics et spécialement au nouveau projet de fortifications d’Anvers, auquel le général Chazal, successeur du général Berten, venait de mettre la dernière main. Dans l’exposé des motifs du projet de loi déposé le 20 juillet, il était affecté vingt millions aux travaux d’agrandissement et à la continuation des travaux de défense de notre métropole commerciale. Vingt-cinq autres millions étaient demandés pour des canaux, des routes, des chemins de fer, pour la construction ou l’amélioration de bâtiments civils, etc. Le cabinet évaluait à près de cinquante millions la totalité des dépenses qu’il faudrait faire « pour que les nouvelles fortifications d’Anvers fussent à la hauteur des progrès que l’art de l’ingénieur et celui de l’artilleur avaient réalisés en Belgique et dans d’autres pays ». Il allait rencontrer sur ce terrain des adversaires divers : plusieurs députés libéraux, effrayés de ce chiffre de cinquante millions qu’ils craignaient de voir encore dépasser et qui préféraient voir fortifier Bruxelles ; la plupart des députés catholiques qui espéraient bien, à la faveur d’une scission dans le camp libéral, faire échec au gouvernement ; enfin les journaux ultra-napoléoniens qui nous déniaient le droit d’élever ces fortifications. Après de longs débats, dont Rogier et Chazal supportèrent le poids principal, la Chambre vota le principe des travaux d’Anvers par cinquante-sept voix (dont sept catholiques) contre quarante-deux (dont douze libéraux) et sept abstentions. La résistance fut moins vive au Sénat, qui adopta l’ensemble du projet par trente-quatre voix contre quinze et deux abstentions. Le duc de Brabant ne fut pas des derniers à féliciter Rogier d’avoir accompli la grande tâche où avait failli succomber le cabinet. « Il me semble », écrivait-il en décembre 1859, « que si après avoir pourvu, par la création du système d’Anvers, à la défense nationale, il était possible maintenant d’assurer par l’établissement de quelques comptoirs transatlantiques la prospérité publique, on ferait une chose énorme. L’œuvre de 1830 ne doit rien avoir, mais absolument rien à envier à l’ancien régime. Je compte, pour mille raisons, que vous m’aiderez à atteindre ce résultat… » Lorsque Rogier, vingt mois plus tard, prendra le portefeuille des Affaires étrangères, il répondra à l’attente du futur Léopold II. Dans les derniers mois qu’il passa à l’Intérieur (1860-1861), Rogier donna tous ses soins à l’organisation de l’enseignement agricole (création de l’Institut de Gembloux), supprima la formule du serment des conseillers provinciaux, où se perpétuait le souvenir d’anciennes inimitiés qui n’avaient plus de raison d’être, célébra, à ce propos, la réconciliation des Belges et des Néerlandais dans le chant national (1830-1860) et rétablit, sous le titre de graduat en lettres et en sciences, l’examen d’entrée à l’université. S’il n’intervint qu’une fois dans la grande discussion que provoqua la suppression de l’octroi c’est que, comme il le disait à Dechamps, qui semblait vouloir lui faire un grief de sa réserve, « le projet de loi possédait dans M. Frère un défenseur tellement complet, qu’il se serait fait scrupule de joindre sa faible voix à la sienne » (séance du 2 juin 1860).
Rogier remplaça de Vrière aux Affaires étrangères en octobre 1861. Peu de temps avant sa sortie du ministère de l’Intérieur, où il laissait des souvenirs qui ne s’effaceront pas, ses amis d’Anvers avaient eu l’idée de faire offrir au créateur des chemins de fer la maison de la rue Galilée n° 12, à Saint-Josse-ten-Noode, dont il était le locataire depuis le commencement de 1831 et où il disait souvent qu’il voudrait mourir. Une souscription à laquelle participèrent les différentes régions du pays permit d’acheter et de restaurer cette maison. Le 1er mai 1861, le comité des souscripteurs remit à Rogier les titres de propriété de cette maison, qu’une « glorieuse pauvreté » ne lui avait jamais permis d’acquérir. Rogier remercia ceux qui lui procuraient la joie de dire : « Je suis chez moi, j’ai mon foyer », et il ajouta : « Cette maison, je ne la considère pas entièrement comme mienne : elle est vôtre, elle est nôtre : chacun de vous y aura sa place, comme il l’a déjà dans mon cœur affectueux et reconnaissant ». Au-dessus de la porte d’entrée de la maison devenu historique sont gravés ces mots : « Maison offerte à M. Charles Rogier – ministre de l’intérieur – promoteur du chemin de fer 1834 – témoignage de la reconnaissance nationale – 1861 ».
La reconnaissance du roi d'Italie par la Belgique avait causé la crise ministérielle qui s’était terminée par la retraite de de Vrière et l’entrée d’Alphonse Van den Peereboom à l’Intérieur. Il y eut un échange de lettres assez piquant sur cette reconnaissance, en novembre 1861, entre Léopold Ier et Rogier. La droite de la Chambre eut connaissance des répugnances ou du moins des hésitations que manifesta le roi à l’endroit de la conduite de Victor-Emmanuel qui, écrivait Léopold à Rogier le 14 novembre 1861, « bien qu’il eût pris le titre de roi d’Italie, n’avait pourtant pas l’Italie, malgré les iniquités inouïes de son gouvernement ». C’est ce qui explique la vivacité des attaques dirigées par Nothomb, De Decker, Vilain XIIII et Kervyn contre le cabinet « approbateur d’usurpations odieuses ». « Si », répondit Rogier, « nous avons reconnu le roi d’Italie, c’est que, d’après le droit des gens, en cas de changement d’État, lorsqu’un gouvernement règne en fait et est obéi, alors même que des mécontents font résistances, les puissances étrangères doivent reconnaître cet État ». Soixante-deux représentants contre quarante-sept et (le 3 mars 1862) vingt-huit sénateurs contre vingt et un approuvèrent sa conduite. L’opposition comptait sur cette affaire pour ébranler le ministère, peut-être même pour le culbuter, car on disait que plusieurs libéraux, regrettant la précipitation que le cabinet avait mise à reconnaître le roi d’Italie, auraient fait cause commune avec les catholiques. La déception éprouvée par son principal organe, le Journal de Bruxelles, le surexcita au point d’outrager Rogier dans ses sentiments les plus intimes, en l’appelant « fils de bourreau ». Les 10 000 francs de dommages-intérêts auxquels le journal fut condamné furent partagés par Rogier entre des associations typographiques ou distribués à des veuves d’ouvriers imprimeurs. « La presse me les a donnés », dit-il, « je les rends à la presse ».
Les deux premières années que Rogier passa aux Affaires étrangères ont été consacrées à des négociations qui modifièrent notre législation internationale dans le sens de la liberté commerciale avec la plus large : traités avec le Royaume-Uni (28 juillet 1862), la Suisse (11 décembre 1862), l’Espagne (25 février 1863), le Zollverein (28 mars 1863), l’Italie (9 avril 1863), les Pays-Bas (12 mai 1863), les États-Unis (20 mai 1863). Ces traités, qui s’inspiraient des mêmes principes que ceux qui avaient dicté le traité conclu avec la France le 1er mai 1861, devaient avoir pour couronnement le traité européen du 16 juillet 1863, consacrant l’affranchissement de l’Escaut (voir plus bas).
Toutes ces négociations avec l’étranger s’étaient poursuivies au milieu de difficultés intérieures d’une réelle gravité. La population anversoise, qui avait accueilli avec des transports de joie la solution donnée en 1859 à la question des fortifications, était extrêmement mécontente des décisions prises par le gouvernement quant aux servitudes commandées par la citadelle du Nord. Dans Cinquante Ans de liberté, le comte Goblet d’Alviella explique l’origine de ces mécontentements. On n’admettait pas à Anvers que le rayon de ces servitudes s’étendit jusqu’aux nombreux établissements maritimes et on protestait contre l’intention manifestée par le ministère de ne donner aucune indemnité aux propriétaires lésés de ce chef. Une commission des servitudes militaires organisait, dès le mois de février 1862, un meeting où furent prononcés des discours violents contre le cabinet et spécialement contre le ministre de la Guerre. Un mois plus tard (10 mars), les cris de « À bas Chazal ! À bas le ministère ! » avaient éclaté plus bruyants encore. Sur la question des servitudes s’était greffé un incident particulier, celui du lieutenant-colonel Hayez auquel le département de la Guerre, conformément à des précédents administratifs que l’on ne pouvait pas d’ailleurs nier, avait appliqué une mesure dont la Cour de cassation proclama l’illégalité (25 mars) et dont les Anversois se firent une arme nouvelle contre le gouvernement. Irrités de l’attitude de la Chambre qui, par soixante-cinq voix contre vingt-sept, s’était montrée défavorable à leurs réclamations (9 avril 1862), les chefs du parti antimilitariste donnèrent à l’agitation des proportions de plus en plus inquiétantes. Dans des pétitions extrêmement agressive adressées au Parlement, on remettait tout en question. Le roi s’étant refusé à abandonner ses ministres, qui n’avaient pas cessé de marcher d’accord avec lui dans cette affaire, les meneurs et les journaux meetinguistes ne gardèrent plus aucun ménagement pour lui. Durant les mois de février, mars et avril 1863, alors que le meeting sévissait à Anvers et qu’on discutait au Parlement la loi sur les bourses d’études, Rogier qui avait déjà été passé quelques semaines à Londres pour trancher certaines difficultés, mais qui en rencontrait de nouvelles avec les Néerlandais, menait de front avec les Pays-Bas la dernière négociation relative à la capitalisation du péage, et avec chacune des autres nations maritimes le règlement de quantum de leur intervention. Le Parlement donna, le 22 mai, son approbation unanime au traité spécial avec les Pays-Bas pour la capitalisation sur la base d’une somme de 36 278 566 francs.

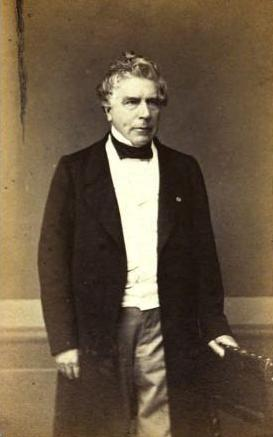
Rogier par Louis-Joseph Ghémar vers 1864.

Rogier, à qui le roi avait offert le grand cordon de l’ordre de Léopold, déclina cet honneur, mais demanda et obtint pour son collaborateur Lambermont le titre de baron. En même temps, il fit ses adieux à l’arrondissement, sous la forme d’une lettre ouverte à un de ses amis politiques (26 mai 1863). Il protestait de son dévouement à la « noble cité si tristement troublée et égarée », mais il en sortait « la tête et la conscience tranquille ». Son seul crime était de n’avoir pas oublié qu’aux termes de la Constitution les membres du Parlement représentent tout le pays et non seulement l’arrondissement qui les a élus. La circulaire envoyée aux gouverneurs à l’occasion de l’élection législative du 9 juin, tout en expliquant et défendant les actes du ministère nommé en novembre 1857, faisait nettement entendre que les clameurs dont on le poursuivait seraient vaines et ne le détourneraient pas du « but qu’il avait poursuivi dans l’intérêt de ceux-là mêmes qui dénaturaient sa pensée ». La fin de cette circulaire, la dernière qu’ait rédigée Rogier comme chef d’un cabinet libéral, est à retenir : « La politique du ministère sera toujours progressive, mais conciliante. Il gouverna, comme il l’a fait jusqu’ici, par la légalité et la tolérance ; il ne méconnaître aucun des principes politiques, moraux, religieux, sur lesquels reposent l’ordre social et la civilisation moderne, mais s’efforça de les développer tous en harmonie et chacun dans sa sphère ; il appliquera ses efforts à guider un peuple libre dans les voies du progrès calme et continu, à accroître sa prospérité, à raffermir ses constitutions, à consolider son indépendance ». Étant donné la situation spéciale de l’arrondissement d’Anvers, qui était tout à la haine du cabinet et où la coalition entre catholiques et meetinguistes amènerait un déplacement certain de dix voix, la journée du 9 juin ne pouvait pas être une victoire pour le ministère. Si la majorité libérale se renforça de quatre voix au Sénat, elle fut diminuée considérablement à la Chambre où elle n’était plus que de six voix. Ce fut surtout une défaite morale pour les libéraux. Deux de leurs ministres d’État, Devaux et d’Hoffschmidt, échouèrent à Bruges et à Bastogne. Rogier, qui s’était laissé présenter à Dinant y essuya un échec que l’arrondissement de Tournai répara, du reste, d’une manière brillante trois mois après. Élu cette fois à cinq cents voix de majorité sur trois mille volants, il fut dès lors constamment député de Tournai. Les élections de Bruges ayant été annulées et un scrutin nouveau ayant amené l’élection de trois catholiques, le ministère ne disposait plus que d’une majorité minime à la Chambre. Il offrit sa démission le 12 janvier 1864. Après avoir proposé en vain à de nombreuses personnalités de former un cabinet, le roi pria Rogier et ses collègues de reprendre la gestion des affaires. Ils se déclarent « imperturbablement démissionnaires ». Après un nouveau refus d'Adolphe Dechamps, il fit donc encore une fois appel (le 15 mai) au dévouement de Rogier, lui promettant d’autoriser au besoin la dissolution de la Chambre. Il fallait certainement du dévouement pour rester aux affaires avec une majorité insignifiante et en présence d’une minorité de plus en plus agressive. Le ministère se trouverait apparemment bientôt « dans cette situation de ne pouvoir vivre sans dissolution et de ne pas pouvoir survivre à une dissolution ». Telle était l’opinion de Tesch, qui reconnaissait pourtant que la reculade de la droite obligeait le cabinet de 1857 à conserver le pouvoir. Après de nouveaux pourparlers avec le roi sur le maintien de leur programme, Rogier et ses collègues rentrèrent aux affaires. Un débat politique très long (31 mai-18 juin) fut clôturé par un vote de confiance obtenu péniblement. Le cabinet devait « vivre au jour le jour », comme disait Tesch, « et attendre de l’imprévu une solution que la sagesse humaine ne donnerait probablement pas ». L’imprévu vint d’une grève parlementaire causée par la proposition Orts qui augmentait de six le nombre, des membres de la Chambre. La droite ne voulut pas même que l’on discutât sa proposition qui avait le caractère d’un expédient politique, le libéralisme pouvant espérer quatre des six sièges nouveaux. Profitant de l’absence forcée de deux ou trois députés libéraux, elle s’abstint en masse de venir aux séances, et le mort de Cumont (10 juillet), réduisant à une voix la majorité libérale, le roi accorda à Rogier la dissolution de la Chambre. Le ministère sortit raffermi de l’élection du 11 août, grâce surtout à un revirement inattendu des électeurs brugeois. Douze voix de majorité lui étaient acquises à la Chambre. Rogier, attaqué à outrance à Tournai, distança son adversaire de plus de huit cents voix sur trois mille votants, et le principal auteur de la crise enfin dénouée, Dechamps, perdit à Charleroi le siège dont Rogier lui avait vainement contesté la possession en juin 1859.
Un dissentiment se produisit après le 11 août 1864 entre la couronne et le cabinet sur la loi des bourses d’études, qui faillit échouer au Sénat à l’ouverture de la session 1864-1865, et à laquelle la sanction royale ne fut donnée que tardivement. Le dissentiment fut assez vif pour que Rogier offrît de modifier la composition du cabinet. Sans doute, le roi n’accepta pas l’offre, mais il avait été péniblement impressionné par les violences de journaux catholiques contre les coupeurs de bourses dont il était le complice (sic). « Le roi n’avait plus », disait un de ces journaux, « droit au respect de ses sujets quand il sanctionnait une loi de vol… » Le cabinet tentait, dans la mesure du possible, d'écarter les occasions de débats très irritants : c’est ce qui lui fit ajourner l’examen du projet Guillery sur la réforme électorale. Il ne put cependant empêcher l’opposition de soulever, en 1864 et 1865, une discussion d’une rare vivacité sur la participation prise par le gouvernement à l’organisation de la légion belge qui alla, au Mexique, soutenir la cause de la fille de Léopold.
Le 10 décembre 1865 s’achevait le règne de Léopold Ier. Aux termes de l’article 79 de la Constitution, les ministres, réunis en conseil, devaient, sous leur responsabilité, exercer les pouvoirs du roi jusqu’à la prestation du serment de son successeur. Rogier et ses collègues purent accomplir leur mission sans difficulté. Léopold II les pria, le 17, de conserver les portefeuilles qu’ils avaient mis à sa disposition immédiatement après sa prestation de serment. Sous ce titre : Note après mûres réflexions le 17 décembre 1865, Rogier avait écrit les lignes suivantes qui paraissent être comme un programme soumis par lui à ses collègues : « Un règne nouveau n’exige pas nécessairement une politique nouvelle ; mais sans rien abandonner des traditions dont le pays s’est montré satisfait dans ses manifestations légales, on doit rechercher des actes nouveaux… ». Au nombre des réformes auxquelles il a pensé figurent l’abolition de la peine de mort, l’abolition de la contrainte par corps, la liberté de la parole dans la chaire comme ailleurs, l’abaissement du cens électoral avec la réserve : lire et écrire. Il y eut au début du nouveau règne un visible désir d’apaisement chez les chefs des deux grands partis. C’est apparemment pour respecter ce qu’on appelait « la trêve patriotique des partis », que le cabinet refusa de se rallier au projet de réforme électorale de Guillery, dont la droite s’effrayait. Les jeunes libéraux furent très mécontents de voir trouver trop radicale une réforme qui abaissait uniformément à 15 francs le cens communal et provincial avec la garantie du savoir lire et écrire. Le cabinet déposa un autre projet à côté : l’âge du vote abaissé à vingt et un ans, le cens réduit de moitié pour ceux qui avaient fait trois années d’études moyennes. L’imminence de la guerre austro-prussienne fit ajourner la discussion des deux projets à la session de 1866-1867. Le ministère fut renforcé par le résultat de la première élection législative qui eut lieu sous le règne de Léopold II. La journée du 11 juin 1866 renforça sa majorité dans le Parlement. Il disposait désormais de soixante-douze voix (contre cinquante-quatre) à la Chambre des représentants et de trente-trois (contre vingt-cinq) au Sénat.
La question militaire, comme le dit Banning, avait pris des proportions plus vastes depuis la guerre austro-prussienne de 1866 : elle fit naître des idées nouvelles tant en matière d’organisation qu’en matière d’armement. Rogier fit décider qu’une commission parlementaire et militaire aurait à examiner si, sous ce double point de vue, la situation était satisfaisante en Belgique. Il n’intervint pas dans les débats sur la réforme électorale en mars 1867, époque où, pour la première fois le suffrage universel fut préconisé.
L’année 1867 devait être la dernière année ministérielle (la vingt-deuxième) de Rogier. Comme ministre de l’Intérieur il avait, de 1847 à 1852 et de 1857 à 1861, donné à la loi de 1842 la même interprétation que venait de lui donner Van den Peereboom, dont le règlement sur les écoles d’adultes n’était pas du goût d’une partie du cabinet. Le 28 novembre, Frère-Orban envoya sa démission au roi. Dans les premiers jours de décembre, Léopold II appela successivement Rogier et Frère-Orban. Il constata que l’accord entre eux était impossible. Dans un dernier entretien avec Rogier (17 décembre), il lui proposa de reconstituer le cabinet. Rogier préféra se retirer. Invité à ne point prendre une résolution immédiate, Rogier, par déférence pour le roi, consentit à ajourner sa réponse. Le surlendemain 19, il confirma sa volonté de retraite. Frère-Orban fut alors chargé de la présidence d’un cabinet nouveau. Rogier, créé ministre d’État, rentrait rue Galilée. Il avait, pendant l’ultime période de sa carrière ministérielle – avril et mai 1867 – éprouvé une déception qui explique son désir de repos, mieux peut-être que son désaccord avec ses collègues sur les écoles d’adultes, ou (comme on l’a prétendu plus tard) sur la participation de la Belgique à la conférence qui devait débattre les affaires romaines, ou sur le système de réorganisation militaire.
La déception dont il a souffert profondément est la solution donnée à l’affaire du grand-duché de Luxembourg. Napoléon III rêvait un agrandissement qui lui fit pardonner par la France Sadowa et le Mexique. Une entente avec la Prusse ne lui aurait pas déplu dans ce but. Les Pays-Bas à la Prusse, la Belgique et le Luxembourg à la France, tel eût été le prix de l’alliance. Si l’on ne s’entendit pas à Berlin, apparemment parce que les compensations demandées par le gouvernement français étaient trop considérables, Napoléon III espéra être plus heureux en négociant avec le roi des Pays-Bas la cession du grand-duché. Aussitôt que la Prusse eut connaissance de cette négociation particulière, elle manifesta la plus vive opposition à toute cession, quelle qu’elle fût : elle était décidée à en faire un cas de guerre. Comme, après tout, elle n’avait pas un grand intérêt stratégique à conserver le droit de tenir garnison dans Luxembourg, elle se disait toute disposée à renoncer à ce droit si la France désavouait ses projets d’annexion. Le désaveu ayant été obtenu (parce que la France n’était pas prête pour la guerre), les Prussiens quittèrent Luxembourg. Le traité de Londres du 11 mai 1867 stipula le démantèlement de la ville, ainsi que l’autonomie et la neutralité du grand-duché. Or, au cours des négociations qui eurent lieu à ce sujet entre les puissances et alors que des bruits de guerre circulaient partout, von Beust, Premier ministre en Autriche, qui cherchait sans doute à être agréable à la France comme à la Belgique, suggéra l’idée de donner la grand-duché à la Belgique qui, de son côté, aurait cédé à Napoléon III les huit cantons des provinces de Hainaut et de Namur que la France possédait à la chute du Premier Empire. On conçoit bien que notre gouvernement ne se prêta pas au système de von Beust. Toute cession de territoire belge, rappelait Rogier le 17 avril aux légations belges de Vienne, Londres et Saint-Pétersbourg, était impossible. Le 20, Napoléon déclarait à notre ministre plénipotentiaire en France qu’il ne voulait rien de la Belgique et qu’il n’entendait pas préjuger la destinée du Luxembourg ; qu’il s’en tenait à la renonciation réciproque de la France et de la Prusse. Rogier imagina alors de modifier la combinaison de von Beust. Si la Belgique pouvait acquérir le Luxembourg aux prix d’une seule indemnité pécuniaire au roi grand-duc, quelle joie pour tous ceux qui avaient voté le traité de 1839 le douleur dans l’âme ! Il donna l’ordre à notre ministre à Vienne, de Jonghe, d’entretenir von Beust de ce système nouveau, et à Van de Weyer, notre ministre à Londres, de l’appuyer auprès de la conférence. Pendant les pourparlers préliminaires de la conférence, les Luxembourgeois envoyaient des pétitions demandant leur réunion à la Belgique, au vif déplaisir, il faut le dire, du gouvernement grand-ducal, que ne tentaient pas les douze millions qui, d’après un correspondant autorisé de la Gazette de Cologne du 10 mai, lui auraient été payés sur l’heure. Van Damme, gouverneur du Luxembourg belge, écrivait à Rogier que les pétitions exprimaient le vœu réel de la population. De son côté, le gouvernement français, par l’organe de Rouher, le vice-empereur, allait jusqu’à déclarer que, quant à lui, il était disposé à appuyer le retour du Luxembourg néerlandais à la Belgique (7 mai). Devant l’attitude du gouvernement grand-ducal, Rogier engageait Van Damme et ses subordonnés à une grande réserve, tout en persistant dans sa combinaison financière. Van de Weyer lui écrivait que la solution belge avait d’autant moins de chances d’être adoptée par la conférence de Londres que tout le monde à Bruxelles n’en voulait pas. Il faisait évidemment allusion à Frère-Orban qui, paraît-il, était d’accord sur ce point avec le roi. On estimait à Londres que le démantèlement de la ville de Luxembourg, d’où les Prussiens se retireraient, et la neutralité du grand-duché satisferaient la France. Non, faisait répondre Rogier par notre ministre plénipotentiaire ; le Luxembourg restant dans le Zollverein, la France se demandera quel profit elle aura retiré de l’abandon de la forteresse par une garnison que remplacera toute une population prussienne groupée autour d’un point stratégique important, même après le démantèlement des fortifications. La France non satisfaite, c’est une menace de guerre toujours pendante. Si les cinq puissances ne croyaient pas devoir conseiller la « solution belge », il n’y avait plus rien à espérer. De la Belgique aux Pays-Bas, une négociation pour un tel article est impossible, écrivait Rogier à Van de Weyer la veille du jour où fut signé le traité du 11 mai… « Mécompte pénible », ajoutait-il, « pour moi comme pour tous les hommes, je le suppose, de notre révolution d’avoir vu, irrévocablement peut-être, s’échapper une occasion de reconquérir des citoyens que nous avons été forcés d’abandonner en 1839… On aura beau m’objecter les inconvénients, ou même, va-t-on jusqu’à dire, les dangers que pourrait faire naître cette rentrée du Luxembourg dans la famille belge, l’objection disparaît à mes yeux devant la grandeur du but à atteindre ».

### Retour à la Chambre
« Pour n’être plus ministre », disait Rogier à la Chambre, le 16 janvier 1868 lors des explications données sur la crise ministérielle, « je n’entends pas abdiquer mon rôle politique. On peut aussi en dehors du gouvernement rendre des services ». Et répondant à une lettre de Jean-Baptiste Nothomb, dont il avait été le collègue et l’ami, le collaborateur et l’adversaire politique, qui était alors ministre de Belgique à Berlin, il écrivait : « Je ne vous parlerai pas de la grande satisfaction intime que je ressens de ma délivrance : je craindrais de vous tenter. Après cela, je ne dis pas avec le rat retiré dans son fromage : les choses d’ici-bas ne me regardent plus. Je ne renonce pas à être utile autant que possible dans ma liberté et mon indépendance ».
En mars 1868, lors de l’examen du projet de réorganisation militaire, il défendit l'importance de l’armée. Il affirma qu’elle était une des bases essentielles de notre organisation constitutionnelle et conjura la droite, fort hostile au contingent de 12 000 hommes, demandé par le ministre de la Guerre, de ne pas se séparer du gouvernement. Il ne niait pas que le sort du soldat réclamât quelques améliorations. Il exprimait le désir qu’on assurât une pension à chaque milicien à l’expiration de son temps de service, ou du moins qu’on lui remît un petit pécule qui lui facilitât la transition entre la vie militaire et la vie civile. Au point de vue de la formation des soldats, il proposait également plusieurs mesures. Il protestait contre « certaines doctrines malsaines » qui tendaient à faire du régime militaire un épouvantail pour les familles et qui prétendaient que « la caserne est démoralisante ». Aux contempteurs de l’armée, il opposait « les avantages matériels et moraux que retire le milicien de sa présence dans l’armée ». Il insistait surtout sur les avantages moraux : « l’armée », disait-il, « est une école pratique où l’on forme des hommes, où l’on apprend à comprendre ce qui est souvent ignoré ailleurs : la dignité personnelle, les sentiments d’honneur, l’amour du pays… ».
Les 11 et 12 février 1869, pendant la discussion du budget de l’instruction publique, il prononça deux discours en faveur des études classiques dont la nécessité s’imposait, à son avis, autant au point de vue de l’utilité scientifique et littéraire qu’au point de vue de l’éducation générale. « Faisons une large part aux études commerciales, industrielles et scientifiques, disait-il, mais grâce pour les études classiques ! »
Le cabinet catholique du 2 juillet venait de dissoudre la Chambre quand éclata la guerre franco-allemande. Aussitôt Rogier exprima le désir de voir proclamer la trêve des partis et écarter toute cause d’agitation intérieure. On aurait, a-t-on dit, songé un moment à rapporter l’arrêté de dissolution et à constituer un cabinet d’affaires. Le bruit en ayant couru, la presse catholique fit entendre des crises de colère. Comme les nations belligérantes et le gouvernement britannique nous garantirent formellement que notre territoire serait respecté si nous étions bien décidés à en défendre l’entrée, le cabinet maintint l’arrêté de dissolution.
Pendant huit ans les libéraux furent rejetés dans l'opposition. Pendant cette période, Rogier présida à leurs réunions et parla plus d’une fois en leur nom ; c’était à lui qu’à chaque session ils donnaient leurs voix pour la présidence de la Chambre. Il continuait à se mêler aux discussions. Il combattit le projet de réforme électorale – que le ministère du 2 juillet avait déposé au début de la session de 1870-1871 – parce qu’il n’accordait rien aux capacitaires et qu’il se contentait d’abaisser le cens électoral provincial à vingt francs d’impôts directs et le cens communal à dix (loi du 5 juin 1871).
D’autre part Rogier s’était refusé, en novembre 1870, à la prise en considération de la proposition Demeur, Balisaux, Bergé et consorts, relative à la révision des articles 47, 53 et 56 de la Constitution (minimum du cens électoral pour les Chambres, minimum du cens d’éligibilité pour le Sénat).
Dans les premiers temps de l'existence du cabinet Malou, le calme fut de nouveau troublé par la présence à Anvers du « comte de Chambord », délibérant avec ses amis sur un programme qui devait sceller la réconciliation des Bourbons et des Orléans et sur l’époque du couronnement d’« Henri V ». Une vive discussion s’engagea entre les journaux catholiques et les journaux libéraux. L’agitation descendit dans la rue. Les libéraux d’Anvers commirent des excès regrettables que Rogier fut des premiers à blâmer, tout en exprimant l’opinion que le ministère aurait dû appliquer la loi de 1835 sur les étrangers au « comte de Chambord » et à ses féaux conspirant contre le gouvernement français. « Ne le feriez-vous pas », disait-il, « si demain les prétendants d’une république rouge ou d’un gouvernement révolutionnaire venaient s’installer à Bruxelles (février 1872) ? » Il attira ainsi les attaques de la presse catholique. Huit jours plus tard, il vota le maintien du ministre belge au Vatican : il n’admettait pas que la communauté d’intérêts moraux qui existait entre le royaume d'Italie et la Belgique nous défendit d’avoir un représentant auprès du pape comme nous en avions un auprès du roi Victor-Emmanuel (6 mars 1872). Il se déclara également prêt à réviser la loi de 1842 dans le sens des desiderata de la jeune gauche, à la condition toutefois que l’enseignement religieux pût se donner dans l’école de quelque manière qu’on voulût. Lord de la session de 1875-1876, Frère-Orban, en désaccord avec la majorité des libéraux, voulait que tous les établissements universitaires délivrassent leurs diplômes en toute liberté sous leur responsabilité. Le ministre de l’Intérieur, Delcour abandonna son projet (le maintien des jurys combinés) pour se rallier au système de Frère-Orban. Aux députés de la gauche qui combattaient sa réforme Frère-Orban reprochait d’avoir « peur de la liberté ». Rogier s’en défendit vivement. Au moment même, il demandait la liberté de la profession médicale pour les femmes. Une fois lancé dans « la voie émancipatrice », comme il disait, il demandera pour elles une autre liberté, la liberté électorale, ou tout au moins l’autorisation de déléguer leur droit électoral à un mandataire quelconque, si elles n’ont pas de fils.
Les libéraux réclamèrent, dès la rentrée parlementaire de 1876, une loi qui assurât la liberté de l’électeur et garantît la sincérité de son vote. Le projet que le chef du cabinet, Malou, déposa au commencement de janvier 1877 répondait si peu à leur attente, il était de nature si peu conciliatrice que Rogier ouvrit par ces mots une des réunions particulières que la gauche tint à cette époque sous sa présidence : « Ce projet est injuste… Le peuple belge est de sa nature calme et modéré, mais l’injustice l’exaspère et il est dangereux de le pousser à bout. Par le plus singulier des renversements de tous les faits, c’est le gouvernement qui se fait révolutionnaire. Dans l’intérêt de la paix publique, il faut qu’il rentre dans les voies légales : nous l’y ferons rentrer par une attitude tout à la fois calme et énergique ». Rogier visait spécialement les dispositions rétroactives du projet qui étaient essentiellement préjudiciables à l’opinion libérale. Malou fit finalement le sacrifice des dispositions rétroactives.
Rogier critiquait la presse catholique : « Vos feuilles traitent nos libertés avec le plus grand mépris… Je parle en patriote, en vrai unioniste de 1830. À cette époque-là on se donnait la main franchement ; on savait se respecter, s’estimer et s’aimer même, sans tenir compte des opinions religieuses. Cet esprit de tolérance réciproque a disparu. C’est un grand mal… » (18 mars 1877).
La candidature du libéral radical Paul Janson à Bruxelles (30 avril) provoqua de violents débats au sein de l’association des libéraux bruxellois. Les modérés firent des efforts auprès de Rogier pour qu’il usât de son influence contre cette candidature qui leur paraissait mettre en danger « la royauté, la propriété, l’existence même de la Belgique ». Rogier s’y refusa obstinément. Il ne voyait dans les relations de Janson avec les socialistes de l’Internationale que « le besoin qui s’impose à toutes les intelligences élevées, à tous les cœurs généreux, de sonder les navrants et redoutables problèmes de la misère ». Il ne s’agissait pas d’aller discuter à la Chambre la forme du gouvernement : Janson était présenté non parce que républicain, mais quoique républicain. Après tout, est-ce que lui, Rogier, n’avait pas été, au début de sa carrière, partisan en principe du gouvernement républicain ? L’entrée de Janson au Parlement ne lui paraissait pas devoir ouvrir l’ère des révolutions. Ce fut l’avis des Bruxellois qui donnèrent 5 394 voix à Janson contre 2 845 au candidat d’une société libérale nouvelle.
Aux élections législatives du 11 juin 1878, les libéraux obtinrent la majorité tant au Sénat qu'à la Chambre. Un cabinet libéral fut donc constitué. La gauche appela Rogier à la présidence de la Chambre ; mais il fut entendu que ce serait uniquement pour la durée de la session extraordinaire d’août, où devaient être votés les crédits nécessités par la création du ministère de l’Instruction publique.

## Les dernières années

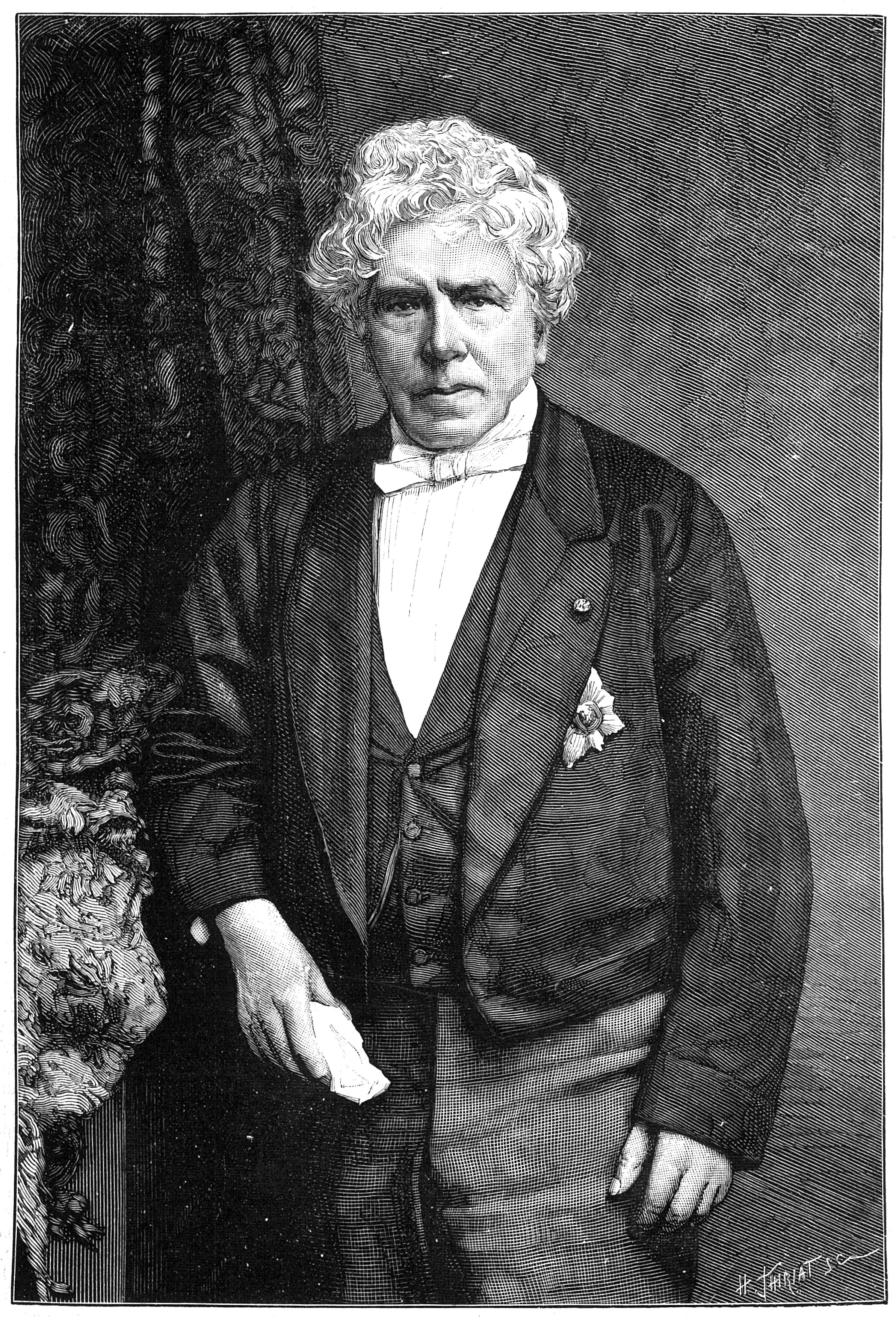
Gravure de Rogier par Henri Thiriat (L’Illustration nationale, 1880).

Rogier avait perdu son frère Firmin en 1875. Pendant les dernières années de sa vie, il vécut entouré des soins de Pauline Degrelle-Rogier qui, après la mort de son mari, était venue remplacer près du frère chéri la sœur aînée Eugénie, morte peu de temps avant Firmin. Rogier entremêlait ses travaux parlementaires de visites fréquentes à la crèche de Saint-Josse-ten-Noode dont il était le président. Il ne joua plus dans la politique un rôle prépondérant – il n’est plus guère intervenu dans les discussions que pour appuyer les propositions les plus modérées comme la transaction de l’article 4 dans la loi sur l’instruction primaire. Plusieurs administrations communales donnèrent son nom à des places publiques, à des rues, à des avenues ; des sociétés qui lui offrirent des présidences d’honneur ; des congrès qui lui demandèrent de les autoriser à placer son nom en tête des membres de leurs comités. La chambre de rhétorique anversoise De Olyftak lui écrivait le 18 septembre 1878 qu’elle lui serait éternellement reconnaissante de tout ce qu’il avait fait pour la langue flamande, pour la littérature flamande et particulièrement pour le théâtre flamand. Un autre témoignage est celui de la commission permanente de tir national qui, à l’occasion du 25e anniversaire de l’institution fondée par ce grand citoyen, vint le remercier d’avoir « excité le patriotisme en exerçant les citoyens à remplir utilement leur devoir sacré ».
Rogier prit part aux fêtes du cinquantenaire de 1880. L’ouverture des cérémonies officielles du cinquantenaire était fixée au 16 août. Quelques heures avant, Léopold II se rendit chez Rogier pour le féliciter de ce que, plus heureux que son frère Firmin, leurs amis communs Devaux et Lebeau, et tant d’autres membres du Congrès national — il n’en restait plus que 18 — il allait pouvoir assister au cinquantième anniversaire de cette indépendance conquise par leur énergie et consolidée par leur sagesse. Toutes les sociétés de travailleurs décorés remirent à Rogier le 15 une couronne civique. Rogier reçut deux ovations le 16, l’une au sein du Parlement, l’autre à la fête patriotique. Quand, à 11 h du matin, présidant, en sa qualité d’ancien membre du Gouvernement provisoire, les derniers survivants du Congrès national, il entra dans la salle où les deux Chambres s’étaient réunies pour faire honneur aux pères de la patrie, d’immenses acclamations retentirent. Il fut acclamé par la foule à la fête du champ des manœuvres deux heures après.
Le 13 octobre 1882, le rédacteur en chef de l’Étoile Belge, Maurage, écrivait : « Rogier compte aujourd’hui un demi-siècle de vie parlementaire… Dans quelques semaines la Chambre se réunira de plein droit en session ordinaire… Rogier, affaibli par le poids des ans, mais l’âme toujours courageuse, se rendra modestement à pied, selon son habitude, par les rues constitutionnelles de l’ancien quartier Notre-Dame-aux-Neiges, au palais de la Nation, pour y retrouver sa place. Il nous semble que ses collègues s’honoreraient en le recevant au bas de l’escalier… et que deux mots de bienvenue adressés en cette circonstance par le président à ce vénérable vieillard, dont le cœur a battu à tous les actes de notre histoire depuis 1830, soulèveraient les applaudissements de toute la salle, catholiques et libéraux, Wallons et Flamands ». La manifestation parlementaire ne se fit pas, mais une manifestation populaire en tint lieu. Cent mille personnes défilèrent le 30 octobre au cri de « Vive Rogier ! » devant la maison de la rue Galilée. Le roi alla lui porter chez lui ses félicitations.

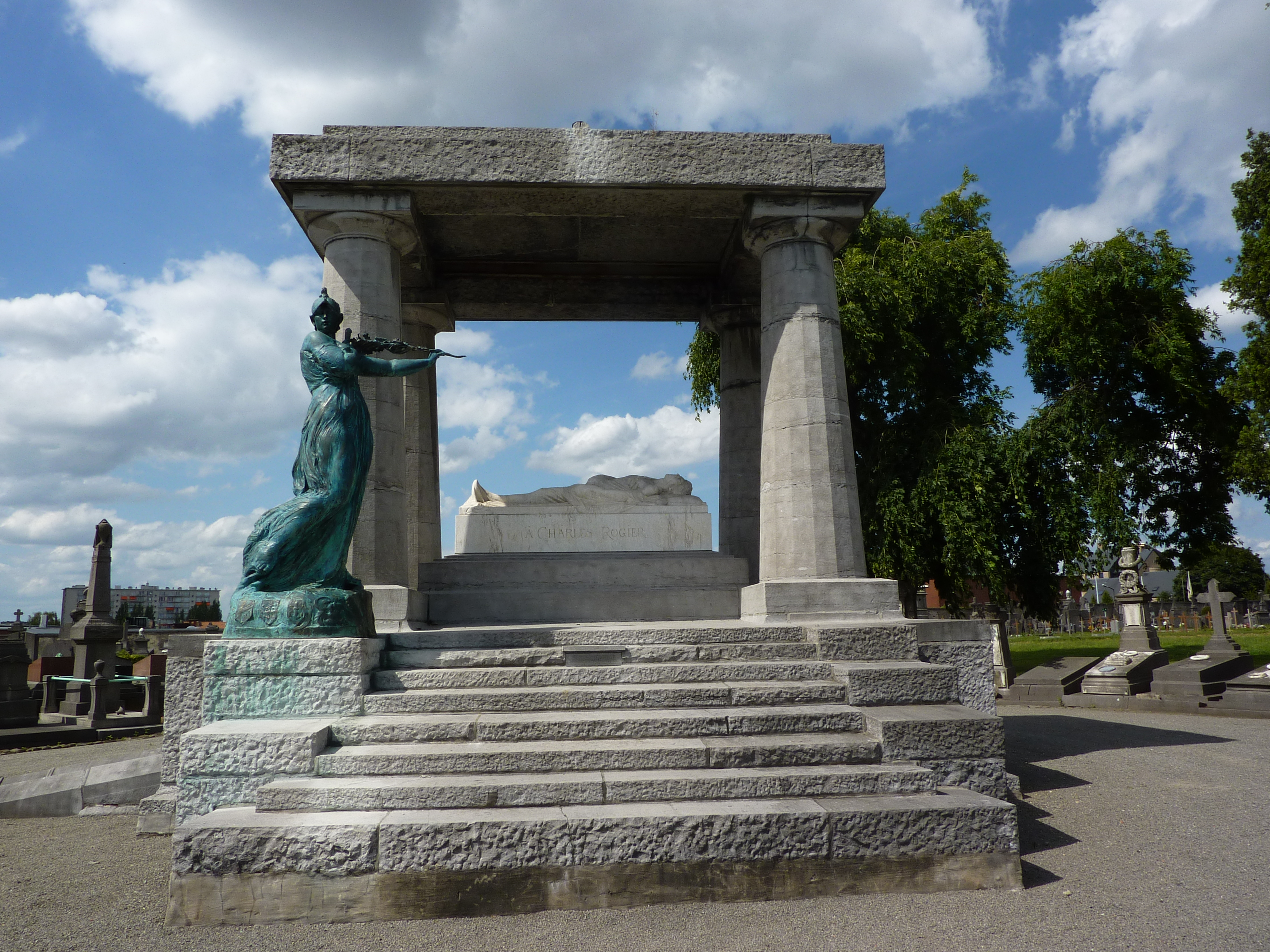
Le mausolée de Charles Rogier, œuvre de Paul Hankar (cimetière de Saint-Josse-ten-Noode).

Les derniers jours de Rogier furent attristés par le renversement du ministère de 1878. La réforme électorale avait fait renaître des divisions entre les radicaux, qui, depuis 1881, recommencèrent à faire campagne pour la révision de la Constitution et les libéraux modérés qui ne croyaient pas que l’heure fût venue de réviser notre pacte fondamental. Rogier qui estimait  que la révision n’eût pas déplu à la nation au lendemain du cinquantenaire, essaya inutilement en 1883 d’apaiser les querelles parlementaires des jeunes et des vieux. La division s’accentua singulièrement dans les meetings de Bruxelles. Les catholiques remportèrent une victoire électorale le 10 juin 1884.
Rogier mourut le 27 mai 1885. Lorsque le président de la Chambre, de Lantsheere, eut annoncé sa mort et après que Beernaert, au nom du cabinet, De Haerne, au nom de la droite, et Frère-Orban, au nom de la gauche, eurent rendu hommage à la mémoire du ministre, la Chambre se sépara en signe de deuil. Le corps de Rogier resta exposé pendant plusieurs heures à l’hôtel de ville de Bruxelles, à l'initiative de sa famille et du collège échevinal de la capitale. Les funérailles eurent lieu aux frais du Trésor. Rogier repose dans le cimetière communal de Saint-Josse-ten-Noode, où une souscription publique a permis de lui ériger un mausolée.

## Polémique
Il est souvent critiqué par les nationalistes flamands, qui voient avant tout en lui un défenseur de la francisation de la Belgique et en particulier de Bruxelles et du reste de la Flandre. Certains extraits supposés de la correspondance de Rogier (lettres à Jean-Joseph Raikem et à Henry John Temple), particulièrement violents envers la langue néerlandaise, sont ainsi mis en exergue (exemple tiré d'une hypothétique lettre à Raikem : « Les premiers principes d’une bonne administration sont basés sur l’emploi exclusif d’une langue et il est évident que la seule langue des Belges doit être le français. Pour arriver à ce résultat, il est nécessaire que toutes les fonctions, civiles et militaires, soient confiées pour quelque temps à des Wallons ; de cette manière les Flamands, privés temporairement des avantages attachés à ces emplois, seront contraints d’apprendre le Français et l’on détruira, peu à peu l’élément germanique en Belgique. »). Cependant, l'existence même de ces lettres est incertaine. D'après Jean Stengers, « le caractère apocryphe [de la lettre de Rogier à Palmerston] saute aux yeux. » Cette lettre a néanmoins été utilisée par de nombreux auteurs flamingants et allemands (par exemple Hans Felix Zeck), ainsi que par l'historien Franz Petri (de).
D'ailleurs, comme le souligne son biographe, Ernest Discailles, la misère des Flandres fut l'objet des premières préoccupations de Rogier lors de son arrivée au pouvoir en 1847. Dans un discours à la Chambre cette année-là, ne disait-il pas : « il faut que les Flamands aillent dans les contrées wallonnes où ils peuvent trouver du soulagement. Si les femmes et les filles flamandes connaissaient la langue qui se parle dans les autres parties du pays, elles seraient beaucoup plus recherchées pour le service domestique, à cause de leur renommée d'ordre et de propreté. Elles fourniraient aussi aux familles wallonnes l'occasion de faire apprendre à leurs enfants une langue que parle la moitié de la population, et ce n'est pas un petit avantage pour les Wallons que de faire enseigner le flamand à leurs enfants (...) ». Rogier ajoute : « Plein de respect pour la langue maternelle des populations, j'espère bien que ces observations ne vont pas être relevées dans cette enceinte comme une espèce de tendance chez le gouvernement à vouloir wallonniser les Flandres... ». Aussi, il avait proposé la création d'une académie flamande en 1841.

## Sources
Les papiers personnels de Charles Rogier sont conservés aux Archives générales du Royaume, à Bruxelles. L'inventaire de ces archives est disponible sur le site internet des archives de l'État belge.
Outre des renseignements biographiques, les papiers de Charles Rogier fournissent des informations des plus intéressants sur la révolution de 1830 et la naissance de l'état indépendant, sur les rapports de Rogier avec la Cour, sur la constitution, le programme et les difficultés internes des différents ministères qu'il a formés ou dont il fit partie, sur la gestion des départements ministériels qu'il à dirigés, sur les campagnes électorales et les élections législatives, sur la création de l'enseignement officiel, sur l'organisation de la défense nationale, sur la crise économique et sociale de 1848, et enfin sur la création du réseau ferroviaire. Ils éclairent également les relations de la Belgique avec la France et le statut de l'Escaut.
- Boumans R., Inventaire des papiers de Charles Rogier, série Inventaires Archives générales du Royaume no 124, publication no 180, Archives générales du Royaume, Bruxelles, 1958.

## Hommages et distinctions
Il a notamment reçu les distinctions suivantes :
- Grand officier de l'ordre de Léopold ;
- Croix de fer (Belgique) ;
- Grand officier de la Légion d'honneur (France) ;
- Grand-croix de l'ordre de la Maison Ernestine de Saxe ;
- Grand-croix de l'ordre royal de l'Étoile polaire (Suède) ;
- Grand-croix de l'ordre de l'Immaculée Conception de Vila Viçosa (Portugal) ;
- Grand cordon de l'ordre de l'Aigle blanc (Pologne) ;
- Grand-croix de l'ordre du Lion néerlandais ;
- Grand cordon de l'ordre impérial de Léopold d'Autriche ;
- Grand-croix de l'ordre de Charles III (Espagne) ;
- Grand-croix de l'ordre des Saint-Maurice-et-Lazare (Italie) ;
- Grand-Croix de l'ordre de l'Aigle rouge (Prusse).

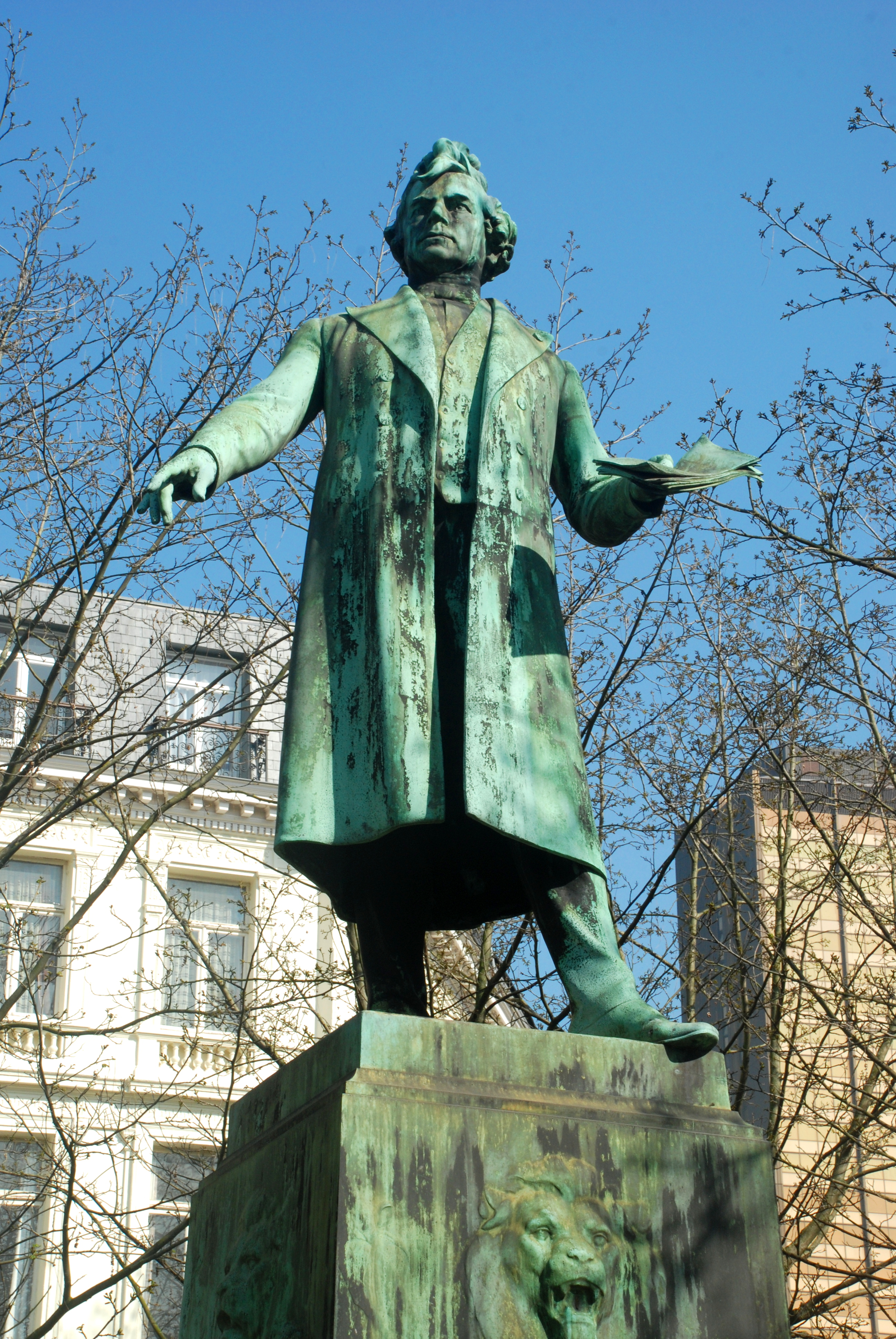
Monument Charles Rogier
à Bruxelles, Place de la Liberté.

Il reçoit également de nombreux hommages publics :
- à Bruxelles :
  - monument Charles Rogier, place de la Liberté ;
  - avenue Rogier ;
  - rue Rogier ;
  - place Charles Rogier.
- à Liège :
  - monument à Charles Rogier, commémorant le 75e anniversaire de l'indépendance de la Belgique (1905), sculpteur Camille-Marc Sturbelle, dans le parc d'Avroy ;
  - avenue Rogier ;
  - Athénée royal Charles Rogier (Liège 1) ;
  - une plaque a été apposée à l'entrée de l'opéra royal de Wallonie commémorant l'enrôlement des volontaires liégeois pour Bruxelles en 1830 ;
- à Saint-Quentin, sa ville natale : 
  - une plaque de bronze sur sa maison natale, le représentant en médaillon, rue Émile Zola.